# Permis de conduire en France
Pour les autres articles nationaux ou selon les autres juridictions, voir Permis de conduire.

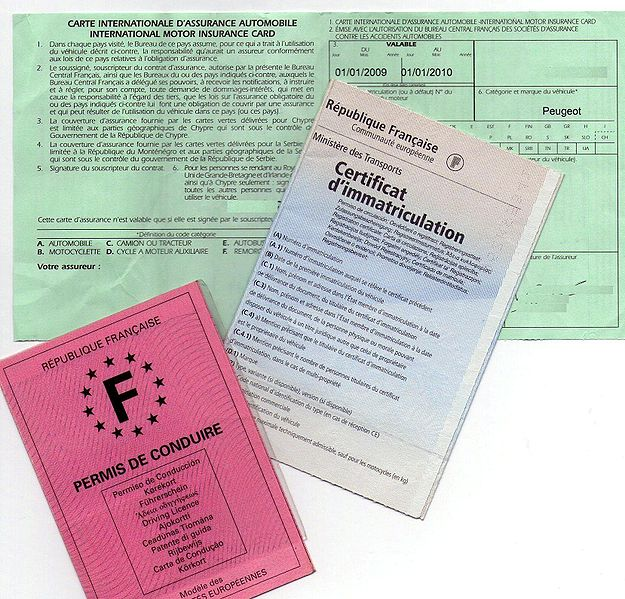
Certificat d'assurance, certificat d'immatriculation et permis de conduire.

À l'issue de la réussite à un examen (théorique et pratique), le permis de conduire est un document officiel donnant l'autorisation de conduire certains véhicules sur une route publique. Cet article traite exclusivement des permis de conduire des véhicules à moteur sur route en France, à savoir tout véhicule terrestre pourvu d'un moteur de propulsion, y compris les trolleybus, et circulant sur route par ses moyens propres, à l'exception des véhicules qui se déplacent sur rails. Par extension, sont assimilés au permis de conduire les titres qui, lorsque le permis de conduire proprement dit n'est pas exigé, sont prévus par les règlements pour la conduite des véhicules à moteur, comme le permis AM (anciennement brevet de sécurité routière) par exemple.
En France, le permis de conduire est formellement apparu dans le code de la route de 1922, en remplacement du certificat de capacité qui était jusqu'alors obligatoire pour conduire des véhicules à moteur. Sa réglementation a très fortement évolué depuis sa création. Les principales grandes étapes sont la création de six catégories en 1954, la mise en place du permis à points en 1992, la réforme de l'accès au permis de conduire en 2009 et enfin la refonte du permis de conduire entrée en vigueur en 2013 pour homogénéiser la réglementation européenne (notion de permis de conduire européen) avec en particulier la création du permis de conduire électronique renouvelable à échéance.
Le permis de conduire est une pièce d'identité officielle, qui ne précise ni la nationalité ni le statut légal (monsieur ou madame) de l'usager.

## Histoire du permis de conduire en France

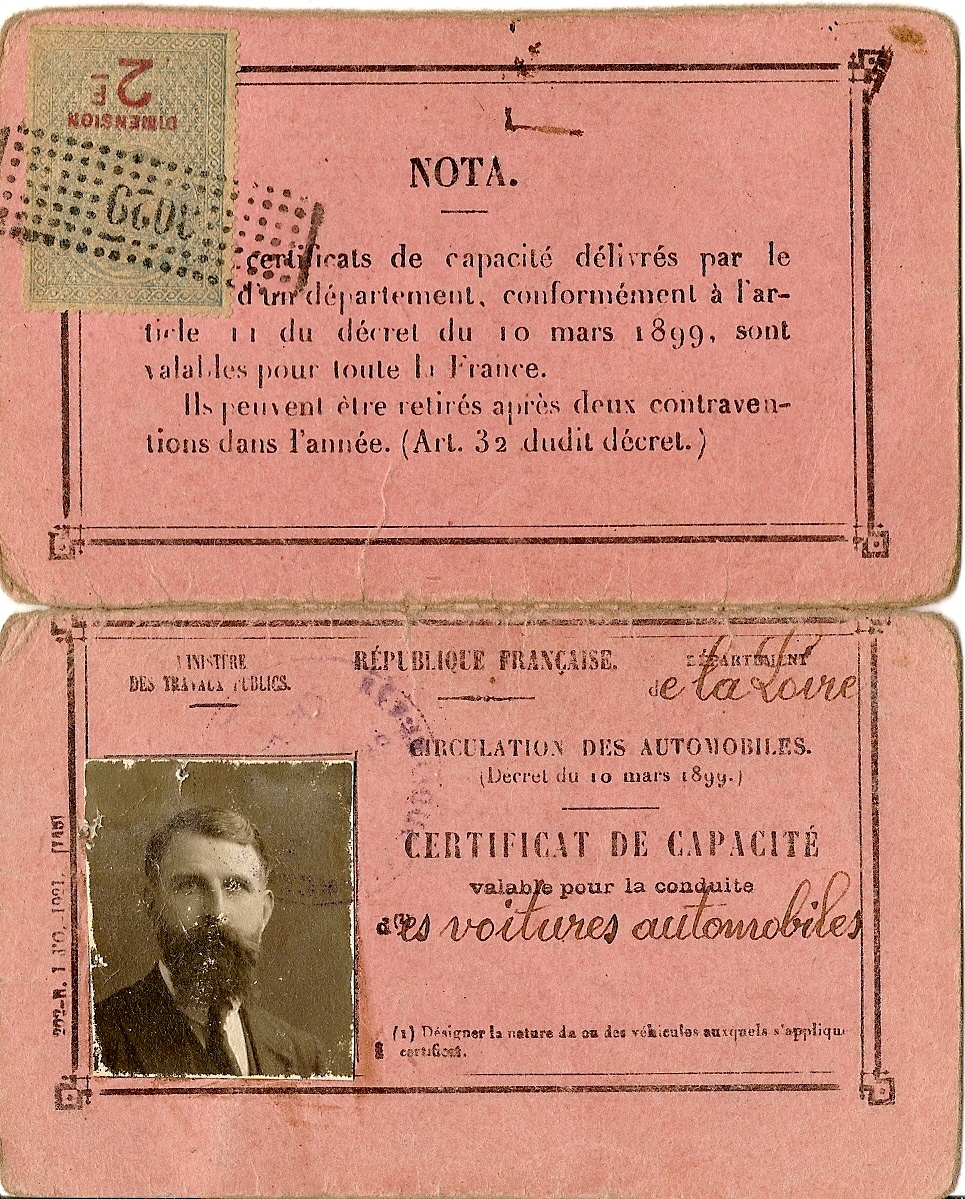

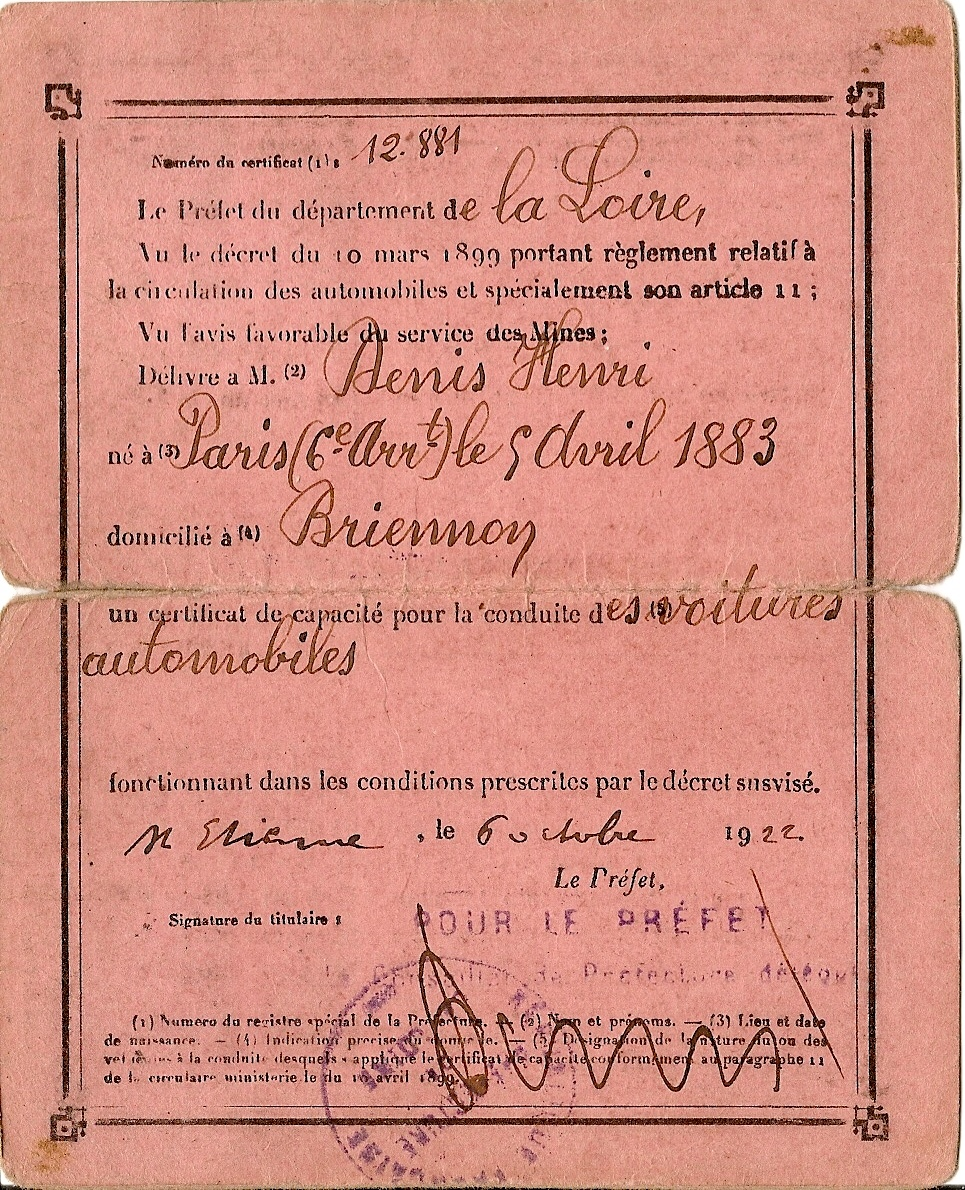
Certificat de capacité de 1922, département de la Loire.

### 1851-1922: du certificat de capacité au permis de conduire

#### Prémices de l'automobile
La loi du 30 mai 1851 sur la police du roulage et des messageries publiques tient lieu de texte fondateur pour la sécurité routière. Elle a en effet servi de fondement juridique aux différents codes de la route, puisqu'elle a été visée par tous les textes avant d'être finalement abrogée par celui de 1958. Cette loi ne s'applique en réalité qu'aux routes nationales, aux routes départementales et aux chemins vicinaux de grande communication. Il faudra en fait attendre le décret du 27 mai 1921 pour que les prescriptions s'appliquent à tous les usagers de la route, quelle que soit la route.
Le 16 août 1889, Léon Serpollet passe le premier examen de conduite sur un tricycle de sa conception, puis obtient en 1891 la première autorisation de circuler à 16 km/h. La duchesse d'Uzès est la première femme française à obtenir ce certificat de capacité en mai 1898, mais aussi la première femme à recevoir une contravention, avec son fils, le 3 juillet 1898, pour excès de vitesse supérieur aux 20 km/h autorisés, au bois de Boulogne. Ce titre est délivré par les ingénieurs des mines et est accessible en 1893 aux hommes de plus de 21 ans pour la seule région parisienne. En 1897 il est ouvert aux femmes, et sa détention devient obligatoire sur l'ensemble du territoire français à compter de 1899.
La première réglementation en la matière est l'ordonnance du 14 août 1893 prise par le préfet Louis Lépine qui instaure la nécessité d'obtenir un certificat de capacité pour circuler dans le périmètre de la préfecture de police de Paris. Ce titre était délivré par la préfecture sur rapport du service des Mines aux candidats de plus de 21 ans, de sexe masculin uniquement jusqu'en 1897. Un ingénieur des Mines fait passer l'examen, avec pour critères de réussite : savoir démarrer, se diriger, s'arrêter et avoir quelques notions de dépannage. La vitesse est limitée à 20 km/h en rase campagne et à 12 km/h en agglomération. Ce sont les constructeurs automobiles qui délivrent le certificat de capacité. Il existe alors 1 700 véhicules en France. Ce texte eut une portée considérable, puisqu'il servit d'exemple aux autres départements et fut pris en considération lors de l'élaboration du premier règlement général sur la police de la circulation.

#### 1899: le certificat de capacité  étendu à l'ensemble de la France
L'unification de la réglementation à l'ensemble du territoire intervient avec le décret du 10 mars 1899 portant règlement relatif à la circulation des automobiles. L'article 11 du décret dispose que « nul ne pourra conduire une automobile s'il n'est porteur d'un certificat de capacité délivré par le préfet du département de sa résidence, sur l'avis favorable du service des mines », et l'article 32 prévoit le retrait de ce certificat par arrêté préfectoral « après deux contraventions dans l'année ». Une circulaire d'application du 10 avril 1899 précise les conditions de délivrance du certificat de capacité.
Alors qu'avant la Première Guerre mondiale, on songeait très sérieusement à abolir le certificat de capacité pour la conduite des automobiles et à sanctionner par le jeu normal des responsabilités civiles ou pénales les accidents imputables à la maladresse ou à l'incapacité des conducteurs, l'opinion publique, en présence des nombreux accidents dus à l'accroissement considérable de la circulation automobile, a réclamé, au contraire, un contrôle plus rigoureux de l'aptitude physique et technique des conducteurs.
Devant le foisonnement de réglementations tant nationales, que régionales ou locales, se rattachant souvent à des droits très anciens, une réforme s'imposait. C'est sous l'impulsion d’Yves Le Trocquer, ministre des Travaux publics, qu'est publié le décret du 27 mai 1921 portant règlement sur la police de la circulation sur la voie publique, premier code de la route. Bien que constituant une grande avancée, ce texte ne codifie strictement que les règles relatives à la circulation routière. Rien n'est dit en particulier sur les contraventions à la police de la circulation, ce qui va créer quelques difficultés dans son application.
Le décret du 27 mai 1921 dispose dans son article 29 que « nul ne peut conduire un véhicule automobile s'il n'est porteur d'un certificat de capacité délivré par le préfet du département de sa résidence, sur l'avis favorable du service des Mines. Un certificat de capacité spécial est institué pour les conducteurs de motocycles d'un poids inférieur à 150 kg. Après deux contraventions dans l'année, le certificat de capacité pourra être retiré par arrêté préfectoral, le titulaire entendu, et sur avis du service des mines ». Cet article, en différenciant deux types de véhicules, annonce une spécialisation plus poussée des futurs permis de conduire.

#### 1922: premier permis de conduire

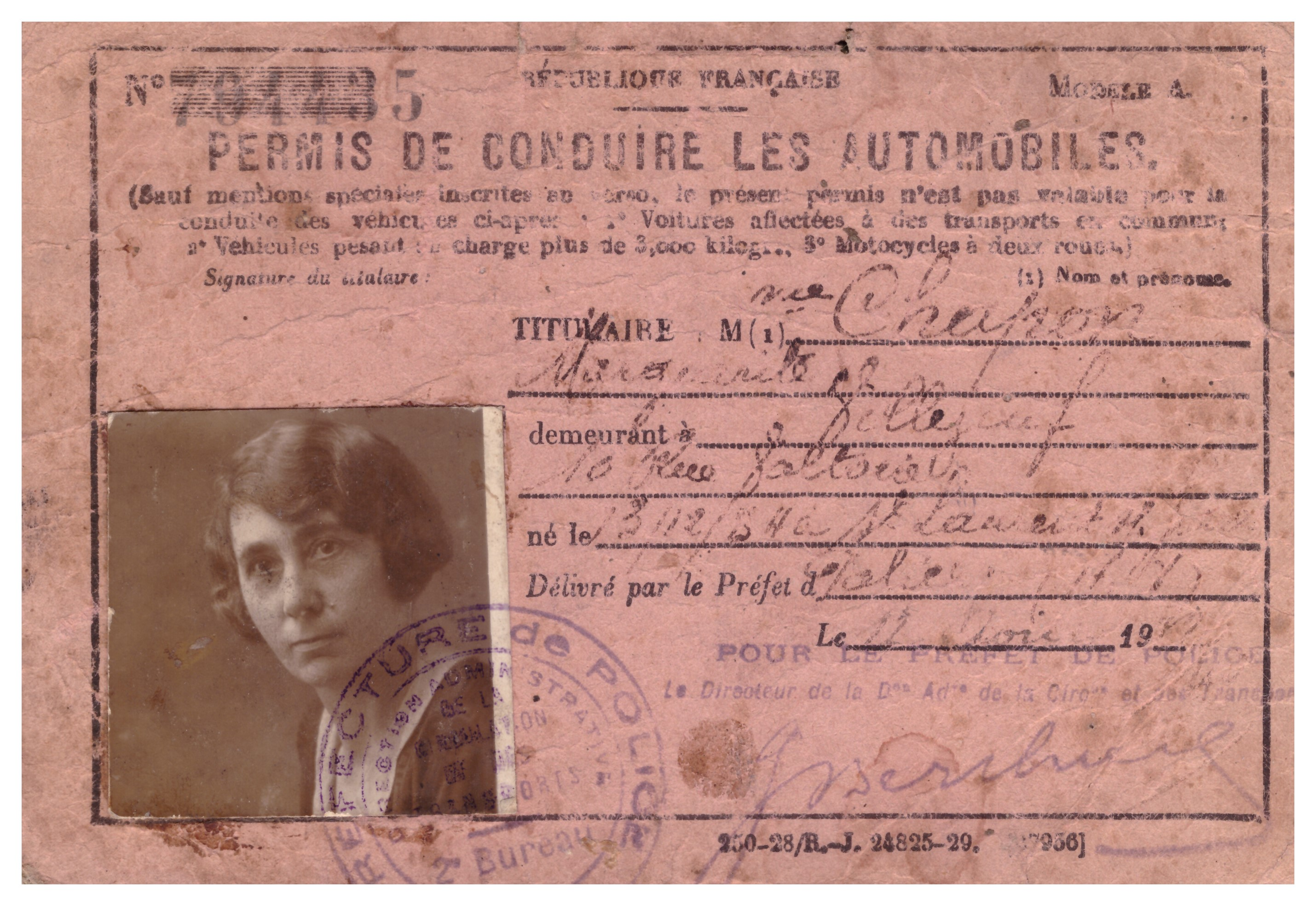
Permis de conduire de 1932

Le terme « permis de conduire » apparaît pour la première fois dans le décret du 31 décembre 1922, dit « code de la route », constituant le titre de l'article 29. Cet article dispose que « Nul ne peut conduire un véhicule automobile s'il n'est porteur d'un certificat de capacité délivré par le préfet du département de sa résidence, sur l'avis favorable d'un expert accrédité par le ministre des Travaux publics. Ce permis ne pourra être délivré à l'avenir qu'à des candidats âgés d'au moins 18 ans. Il ne pourra être utilisé pour la conduite soit des voilures affectées à des transports en commun, soit des véhicules dont le poids en charge dépasse 3 000 kg, que s'il porte une mention spéciale à cet effet. ».
Une différence notable apparaît dans la rédaction de l'article par rapport à celle du précédent décret : le titre n'est plus délivré par le service des mines, mais par « un expert accrédité ». Le ministre des Travaux publics a en effet procédé à une réorganisation totale du service des examens de capacité. L’Union nationale des associations de tourisme (UNAT) a été chargée de fournir aux Préfets, par l'organe d'experts de son choix, individuellement agréés par le ministre des Travaux publics, des certificats constatant, après de sérieuses épreuves, la capacité des candidats à manier les véhicules pour lesquels ils sollicitent le permis de conduire, ainsi que leur parfaite connaissance des règles de la circulation. L'organisation de l'UNAT s'étend sur tout le territoire, et fonctionne sous le contrôle des Ingénieurs des Mines. D'autre part, l'UNAT tient à jour un Répertoire général des Permis de Conduire qui permet, par un procédé de classement et de vérification très rapide, de déjouer toute tentative de fraude.
Le permis de conduire est habituellement appelé « carte rose » ou « carton rose ». Il est muni de la photographie du titulaire. L'ancien modèle qui comportait le terme « certificat de capacité » est remplacé par le nouveau qui est intitulé « permis de conduire ». Il existe deux modèles : le modèle A (rose), pour les automobiles et le modèle B (rose pâle) pour les motocyclettes sans side-car. Pour les conducteurs d'automobiles militaires, le permis de conduire est de couleur verte. Sa réglementation figure au Mémorial de la gendarmerie de 1921.
L'arrêté du 16 mars 1923 introduit différentes catégories. Ainsi le permis A, délivré pour les conducteurs de plus de 18 ans, ne peut être utilisé pour le transport de personnes ou les véhicules de plus de 3 tonnes que s'il porte une mention spéciale. Le permis B est quant à lui délivré pour les conducteurs de plus de 16 ans pour conduire une motocyclette, quel que soit son poids pourvu qu'elle soit à deux roues, donc sans side-car. La loi du 5 janvier 1924 introduit la perception d'une redevance pour l'obtention du permis de conduire : un droit d'examen de 15 francs complété d'un droit de brevet de 50 francs.

### Entre-deux-guerres: institution de sanctions et professionnalisation de l'enseignement
L’époque de l'Entre-deux-guerres est à la recherche d’une réponse adaptée aux nouvelles nécessités liées à l'accroissement de la circulation routière et particulièrement au nombre grandissant des accidents, car le parc de véhicules en circulation explose. Les motocyclettes connaissent leur âge d’or. De 35 000 avant-guerre, leur nombre dépasse 300 000 en 1928, et atteint 570 000 en 1934, puis décroît légèrement avec la crise. Le parc de véhicules de tourisme passe quant à lui de 157 272 en 1920 à 1 800 000 en 1940 et le nombre de véhicules utilitaires de 79 076 à 500 000.
Il s’ensuit une réflexion sur les modes de répression qui permettraient aux forces de l'ordre de faire respecter le Code de la route. Dans une circulaire du 15 janvier 1923 le ministre de l'Intérieur Maurice Maunoury invente le « coup de sifflet du gendarme ». Il indique effectivement aux préfets qu'il conviendrait de « donner aux gendarmes le moyen de prévenir, pour arrêt, un automobiliste en faute » et en conséquence décide que « chaque militaire devra être muni d’un sifflet. (…) afin qu'à l’avenir tous les agents qualifiés pour dresser des contraventions en la matière imposent l'arrêt aux automobilistes en faute et les préviennent par l’émission d’un coup de sifflet suffisamment aigu et prolongé pour qu’il puisse être distinctement perçu par les contrevenants, en toutes circonstances. ».

#### Suspension du permis de conduire
Dans cette logique, un décret du 12 avril 1927 prévoit une nouvelle mesure constituant une innovation importante : la suspension du permis de conduire. Le préfet peut suspendre le permis de façon provisoire avant la décision judiciaire. Ce point est nouveau puisque le retrait administratif intervient dès lors avant la décision judiciaire, et par là même avant la déclaration de culpabilité. Le retrait administratif du permis de conduire comme simple mesure de police administrative, avant l’intervention du jugement pénal, était né. Le décret du 21 août 1928 précise ces modalités de suspension dans son article 29. Les préfets ont désormais la possibilité de prononcer la suspension du permis à la suite d'un homicide par imprudence ou de simples blessures par imprudence. L'annulation ou la suspension du permis est prononcée en cas de condamnation pour infraction au Code de la route. L'annulation est en particulier obligatoire lorsqu'il s'agit d'une condamnation aggravée pour ivresse ou délit de fuite. Toutefois, un arrêt du Conseil d'État du 25 novembre 1935 juge que la suspension par le préfet devait attendre la condamnation pénale définitive, ce qui ôtait presque toute efficacité préventive au système.

#### Instauration d'un contrôle médical
En 1930, il est imposé aux candidats au permis de transport en commun un contrôle médical. Ils doivent produire un « certificat d’un docteur, désigné par le préfet, attestant qu'ils peuvent, sans danger pour la sécurité publique, conduire lesdits véhicules ». Une commission permanente chargée d’établir une liste indicative des incapacités physiques pour lesquelles le permis de conduire ne pourrait être délivré est créée en 1931. Elle est également chargée de donner son avis sur toutes les questions soulevées à l’occasion de la délivrance de ce permis. Sur sa proposition, l’examen médical est étendu à l'ensemble des conducteurs de poids lourds en 1933.
La liste très détaillée des incapacités physiques établie par la Commission est un document fondamental, point de départ de toute la législation sur les incapacités. Les incapacités retenues sont liées à des troubles de l’appareil cardio-vasculaire, de l’audition, de la vue, de l’état intellectuel et mental, et à des lésions neurologiques ou motrices dues notamment des amputations. En novembre 1934, le contrôle d'aptitude physique est étendu à tous les candidats au permis A pour automobile ordinaire et au permis B pour motocyclettes.

#### Professionnalisation de l'enseignement
L'enseignement de la conduite commence à se professionnaliser. Les leçons de conduite sur la voie publique sont peu à peu réglementées. Les dispositifs de « double commandes » sont rendus obligatoires à Paris en 1925 et sont recommandés sur le territoire national par une circulaire du 5 juillet 1930. Celle-ci impose également que le moniteur soit titulaire du permis de conduire du modèle correspondant à la catégorie de véhicules utilisés pour l'apprentissage. La professionnalisation des moniteurs commence donc à être imposée à Paris et dans les grandes agglomérations.
Le service des examens de l'Union nationale des associations de tourisme est étendu à toute la France en 1926. De plus, le ministre précise aux préfets que l’UNAT peut remettre directement le permis définitif. L’UNAT fait passer 267 487 examens en 1927 et 559 651 en 1930. Le système fait toutefois l’objet de plaintes de candidats recalés, relayées par de vives attaques politiques. Ces attaques n’aboutiront à la suppression de la délégation des examens à l’UNAT et à la création d’un service d’État que dans les années 1960.

#### Naissance des voiturettes sans permis
Le décret du 18 décembre 1937 introduit une dispense du permis de conduire pour les véhicules automobiles présentant les conditions suivantes : un poids inférieur à 150 kg en ordre de marche, une cylindrée au plus égale à 100 cm3 et ne pas pouvoir dépasser en palier 20 km/h. C'est l'origine des « voiturettes sans permis », qui vont exister en France jusqu’à nos jours, avec des modifications ultérieures substantielles, en matière de vitesse maximale notamment.

### 1944-1989: le socle du permis moderne
La plupart des lois ou décrets publiés sous le gouvernement de Vichy ont été annulés à la Libération. Parmi ceux qui furent gardés, un texte concerne les permis de conduire : la création d’une sous-catégorie des motocyclettes, les « vélomoteurs », par un décret du 5 juin 1943. De 1944 à 1954, il n'y eut que très peu de nouveaux textes règlementaires (hormis ceux concernant la signalisation). Le premier texte important est le décret du 29 août 1951 qui rétablit la possibilité pour le préfet de suspendre le permis de conduire sur un procès-verbal constatant une simple contravention au décret sur le Code de la route de 1939.

#### Le code de 1954

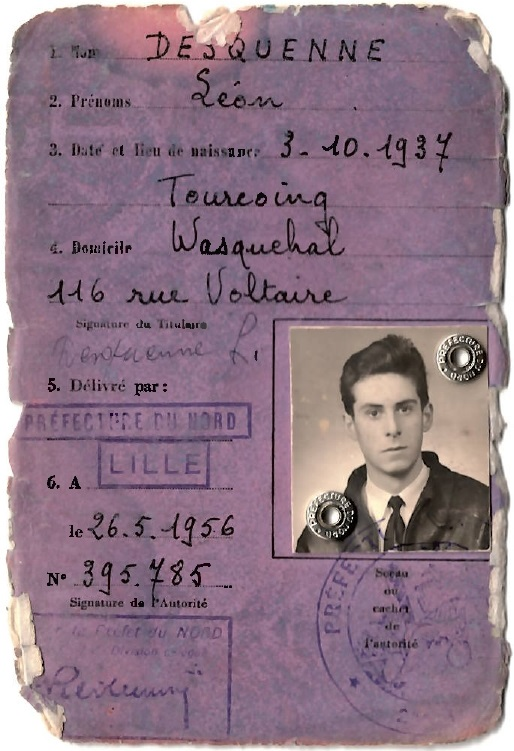
Permis de conduire en 1956

Le décret « portant règlement général sur la police de la circulation et du roulage » du 10 juillet 1954 refond et réorganise le Code de la route de 1939 et ses quelques modifications intervenues avant 1954. Il constitue, avec ses arrêtés et circulaires d'application pris entre 1957 et 1958, la véritable base du Code de la route moderne. Six catégories sont créées (A1 - A - B - C - D - E et F). L'arrêté du 21 juillet 1954 fixe les conditions d'établissement, de délivrance et de validité de ces permis. Un contrôle médical est en particulier obligatoire pour les catégories C et D. Celui-ci doit être renouvelé tous les 5 ans pour la catégorie D. La liste des altérations physiques incompatibles avec l'obtention de ces permis est également définie dans cet arrêté.
De 1966 au début de 1969, de nouvelles mesures sont étudiées et prises, qui témoignent du renouveau des préoccupations de sécurité routière avant le début du gouvernement Chaban-Delmas. Le Décret du 5 février 1969, complète en particulier le code de la route en instaurant, entre autres, la limitation de vitesse à 90 km/h pour les conducteurs titulaires du permis depuis moins d'un an. Ceux-ci sont tenus de le signaler publiquement par le port d'un autocollant discoïdal apposé à l'arrière du véhicule indiquant le nombre « 90 » en caractères noirs sur fond blanc.
Le Système national des permis de conduire (SNPC) est créé par arrêté du ministre de l'Intérieur le 20 décembre 1972. Il s'agit d'un fichier centralisé recensant les informations relatives aux permis de conduire, en particulier les droits de conduire de tout conducteur, ainsi que toutes les informations nécessaires à cette gestion.

#### Années 1970-1980: ajustements des catégories

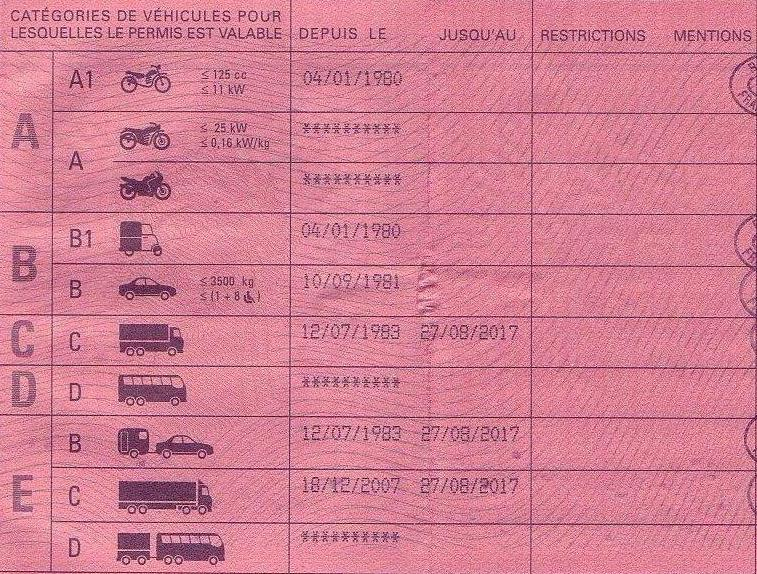
Permis de conduire (1980).

Le décret du 13 janvier 1975 précise les définitions de chacune des catégories. Par ailleurs, les titulaires d'un permis de catégorie B antérieur au 20 janvier 1975 peuvent désormais conduire des véhicules de transport de personnes comportant, outre le siège du conducteur, huit places assises au maximum et dont le poids total autorisé en charge n'excède pas 3 500 kg. Les camping-cars sont exclus de cette disposition par arrêté du 15 novembre 2004 qui avait exclu ce type de véhicule de la catégorie des véhicules de transports en commun, ils sont à nouveau concernés depuis 2009. Enfin, les titulaires d'un permis C peuvent conduire des véhicules relevant de la catégorie C1.
Dans les années 1980, des précisions sont apportées selon les catégories : la catégorie « tricycles et quadricycles à moteur » est créée en 1980, nommée A4, puis deviendra successivement AT puis B1. Ce même décret scinde le permis moto A en trois sous-catégories A1, A2 et A3. En 1982, l'obtention du permis de catégorie C1 donne droit à la conduite des véhicules de la catégorie D. En 1983, les permis C et C1 sont limités à la conduite des véhicules dont le poids total autorisé en charge (PTAC) ou le poids total roulant autorisé (PTRA) n'excède pas 7,5 tonnes pour les candidats âgés de moins de 21 ans, sauf pour les détenteurs d'un CFP, CAP ou BEP de conduite routière. Les titulaires du permis D ne peuvent pas conduire de véhicules de transport en commun dans un rayon dépassant 50 km autour du point d'attache pendant un an, sauf ceux qui en sont devenus titulaires avant 1970 ou s'ils justifient d'un CFP, CAP ou BEP de conduite routière. La conduite des véhicules des catégories C et / ou C1 d'une durée d'au moins un an annule également cette restriction. Le permis de catégorie F, valable pour la conduite des véhicules de catégorie B spécialement aménagés pour tenir compte de l’infirmité du conducteur est supprimé en 1984.
Le 1er janvier 1985 entre en vigueur un nouveau modèle de permis de conduire conforme aux prescriptions de la communauté européenne. Ce modèle, dénommé « France 5 », comporte toujours 3 volets et six pages mais est bien plus petit que le précédent (dit France 4). Les tableaux d'équivalences sont également modifiés. Les catégories de permis moto sont simplifiées devenant AT (tricycles et quadricycles) AL (motocyclettes légères) puis A redevenant le permis dit « gros cube ». Le permis C1 est remplacé au profit des permis C (tous porteurs et ensembles de véhicules de marchandises) et CL (porteurs jusqu'à 19 tonnes et ensembles jusqu'à 12,5 tonnes).

### De 1989 à nos jours: le permis moderne

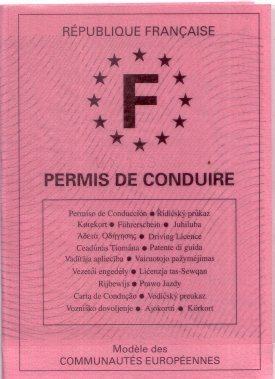
Permis de conduire (avant 2013).

#### Permis à points: quinze ans de gestation
Deux avant-projets de loi relatifs à la création d'un permis à points ont été élaborés, en octobre 1974 par le ministère de l'Intérieur et en juin 1975 par le ministère de l'Équipement, mais c'est celui du projet du ministère de la Justice qui est présenté au CISR du 6 avril 1976, mais il ne sera pas présenté en session parlementaire. Une mission sur le permis à points est alors confiée par le Ministre de la Justice Alain Peyrefitte à son ex-suppléant, le député Étienne Pinte, en septembre 1979. Le dépôt de son rapport est prévu pour avril 1980, mais Pinte réclame des délais à plusieurs reprises et finalement ne produira jamais son rapport. En 1985, le ministre des Transports indique que le délai de mise en place de la mesure serait important car l'infrastructure n'est pas là. Le fichier national des permis de conduire, outil indispensable pour le permis à points, existe bien mais il est encore tenu manuellement dans beaucoup de départements. En outre la crainte de l'impopularité de la mesure est forte. Le principe est d'attribuer un capital de points au titulaire du permis de conduire qui peut par la suite être diminué d'un nombre de points proportionnels à la gravité de l'infraction. Un solde de points nul entraîne l'invalidité du permis de conduire.
Finalement, le « permis à points » n'est voté que le 12 juillet 1989 et mis en application durant l'été 1992 dans la pagaille née d'une vive réaction des chauffeurs routiers. Il est modifié en conséquence la même année avec un capital de points qui passe de 6 à 12 points. Cette mesure fera paradoxalement chuter le nombre de retraits de permis et ne sera pas réellement opérationnelle avant 2002.

#### Années 1990: Conduite accompagnée et compléments sur les permis spéciaux
Des expérimentations de l’apprentissage anticipé de la conduite – que le langage courant a baptisé « conduite accompagnée » – ont lieu dans les Yvelines et dans l'Essonne, avant que la mesure ne soit étendue à tous les départements en trois étapes de 1986 à 1988. Une circulaire du 16 juillet 1992 définit les modalités d'expérimentation de la conduite accompagnée pour la formation des motocyclistes.
En 1994, le permis de conduire est désormais plastifié sur le premier volet. En 1995 les conducteurs des entreprises professionnelles du transport routier de marchandises sont soumis à des formations complémentaires au permis de conduire (FIMO et FCOS). En 2004, ce dispositif a été étendu aux conducteurs salariés des entreprises effectuant des transports privés de marchandises pour leur compte propre en 2004. En 2009 sont désormais soumis à une obligation de qualification initiale et de formation continue tous les conducteurs de véhicules pour la conduite desquels est requis un permis de conduire de catégorie C ou EC.
Avec le décret du 4 juillet 1996 et son article R. 125-1, un titulaire du permis B peut conduire une motocyclette légère (jusqu'à 125 cm3) dès lors que le permis de conduire a été délivré plus de deux ans auparavant. Un titulaire de permis de conduire depuis moins de deux ans peut quant à lui tout de même conduire une motocyclette de moins de 80 cm3 munie d'un embrayage et d'un changement de vitesses automatique. L'article R. 124-2 du Code de la route indique qu'un titulaire du permis A ne peut conduire une motocyclette dont la puissance est supérieure à 25 kW, ce qui correspond à 34 ch, que s'il dispose de son permis de conduire depuis plus de deux ans. Néanmoins, cette condition n'est pas exigée pour les personnes âgées d'au moins 21 ans ayant passé avec succès une épreuve pratique. De plus la possession des permis A et B autorise la conduite des tricycles à moteur et des quadricycles lourds à moteur.

#### Années 2000: permis probatoire et contrôle médical
La loi du 12 juin 2003 renforçant la lutte contre la violence routière institue un « permis probatoire » pendant 3 ans pour les nouveaux conducteurs avec un nombre de points réduit à 6 au lieu de 12. Il entre en application le 1er mars 2004. Cette disposition est en fait très en deçà de ce que proposait le livre blanc sur la sécurité routière de 1988 établi par une commission d'experts présidée par Pierre Giraudet, missionnée par Georges Sarre, secrétaire d'État auprès du ministre des Transports, et sur demande du Premier ministre Michel Rocard. Cette commission préconisait en effet la mise en place d'un « permis provisoire ».
Un accord-cadre du 7 décembre 1999 définit la mise en place d'une formation obligatoire des conducteurs des entreprises exerçant des activités de transport interurbain de voyageurs. Cette formation doit avoir une durée minimale de 4 semaines, soit 140 heures. En sont exemptés certains conducteurs dont ceux déjà titulaires du CAP d'agent d'accueil et de conduite routière ou du CFP de conducteur routier.
Si le code de 1954 définissait déjà une liste d'affections médicales incompatibles avec la conduite d'un véhicule, l'arrêté du 21 décembre 2005 (modifiant le précédent arrêté du 8 février 1999) en dresse une liste exhaustive et institue un contrôle médical. Deux groupes de catégories sont définis : le groupe léger [A, B et E (B)] et le groupe lourd [C, D, E (C) et E (D)]. Cet arrêté est modifié à la marge en 2010 et les modalités du contrôle médical sont précisées en 2012,.

#### Années 2010: grande réforme du permis et permis électronique
À la demande du président de la République, Nicolas Sarkozy, un projet de réforme du permis de conduire est engagé en 2008. Jean-Louis Borloo, ministre d'État, ministre de l'Écologie, de l'Énergie, du Développement durable et de l'Aménagement du territoire, et Dominique Bussereau, secrétaire d'État chargé des Transports, demandent un rapport sur « La formation à la conduite et l'examen du permis de conduire ». Celui-ci, remis en mai 2008, fait trois constats. Le permis n'est d'abord pas assez efficace en matière de sécurité routière : les jeunes de 18 à 25 se tuent deux fois plus sur les routes que les autres automobilistes. Il est trop long à obtenir en raison notamment du taux d'échec à l'épreuve de conduite ; il faut entre 1 et 9 mois selon les écoles et les départements pour pouvoir repasser l'examen. Et enfin, il est trop cher : l'inscription et le passage de l'examen du permis de conduire sont gratuits, la préparation coûte 1 200 euros en moyenne - ce qui situe la France dans la norme européenne en la matière. Il faut rajouter de 500 à 800 euros pour le repasser en cas d'échec en première présentation (essentiellement coût des leçons supplémentaires).
Sur décision du Comité interministériel de la sécurité routière réuni le 13 janvier 2009 et présidé par le Premier ministre François Fillon, 15 mesures sont engagées pour résorber les retards constatés pour le passage du permis, le rendre plus accessible financièrement, notamment aux plus démunis, et modifier son contenu afin de le rendre plus sûr.
En 2011, deux mesures d'assouplissement sont prises concernant le permis à points. Le délai de récupération de 12 points de permis est désormais de deux ans (contre trois ans auparavant), à l'exclusion des délits routiers et des contraventions de 4e et 5e classes pour lesquels les règles demeurent inchangées et le délai de récupération d'un point de permis est désormais de six mois (contre un an auparavant),.
En 2012, trois ans après la réforme, un bilan peut être fait. Depuis 2009, selon les pouvoirs publics, le délai de passage du permis de conduire a été réduit à deux mois dans 80 % des départements. Le permis est plus accessible grâce au permis à un euro par jour. Le dispositif est adressé aux jeunes de 16 à 25 ans qui bénéficient d'un prêt sans intérêt et sans frais de dossier (la part prise en charge par l'État) allant jusqu'à 1 000 € remboursables sur une durée de 20 à 40 mois. L'action est rendue possible grâce à des conventions signées entre l'État et les écoles de conduite et entre l'État et certains établissements financiers. Le permis serait également plus sûr grâce à une nouvelle banque de questions à l'épreuve théorique mise en place en 2010 et une nouvelle grille d'évaluation pour le passage de l'épreuve de conduite. L'examinateur peut en particulier autoriser le candidat au permis de conduire à se diriger, à sa convenance, vers un endroit choisi au préalable, et ce pendant 5 minutes. Le but est d'évaluer la capacité du candidat au permis de conduire à gérer son déplacement de manière autonome. De plus, le candidat au permis de conduire aura la liberté de choisir un emplacement où il devra effectuer deux manœuvres de son choix également (exemple : créneau, marche arrière, etc.).
En 2013 entre en vigueur le nouveau permis à puce biométrique, dit « permis de conduire électronique », en application du décret du 9 novembre 2011, transposant la directive européenne du 20 décembre 2006 qui oblige les États membres de l’Union européenne, c’est-à-dire 27 pays, à commencer la distribution de ces nouveaux permis à puce biométriques, dès début 2013. Ce décret crée également six nouvelles catégories ou sous-catégories : AM, A2, C1, C1E, D1 et D1E,.

#### Années 2020: passage du permis à 17 ans
Le 20 juin 2023, Elisabeth Borne annonce que le permis de conduire pourra être passé dès 17 ans à partir de janvier 2024. À partir de cette date, il sera aussi possible de conduire un véhicule dès 17 ans. Le décret, publié au Journal Officiel du 21 décembre 2023, est entré en vigueur le 1er janvier 2024.

#### 2024: le permis de conduire international est introduit dans le code la route
Le 5 novembre 2024, un décret crée un nouveau chapitre dans le titre II du livre II du code de la route. Ce texte reprend les dispositions de la convention de Vienne sur la circulation routière du 8 novembre 1968 et précise la définition et les modalités de délivrance du permis de conduire international en France.

## Harmonisation européenne du permis de 2013
À compter du 19 janvier 2013, entre en vigueur le permis électronique résultant de l'application du décret du 9 novembre 2011 transposant la directive européenne du 20 décembre 2006 dite du permis de conduire européen en droit français. Les nouveautés sont les suivantes.

### Titre au format européen sécurisé

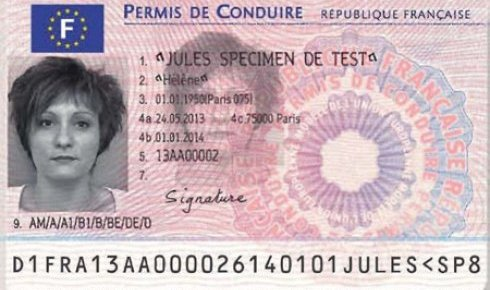
Format de permis de conduire en vigueur depuis 2013.

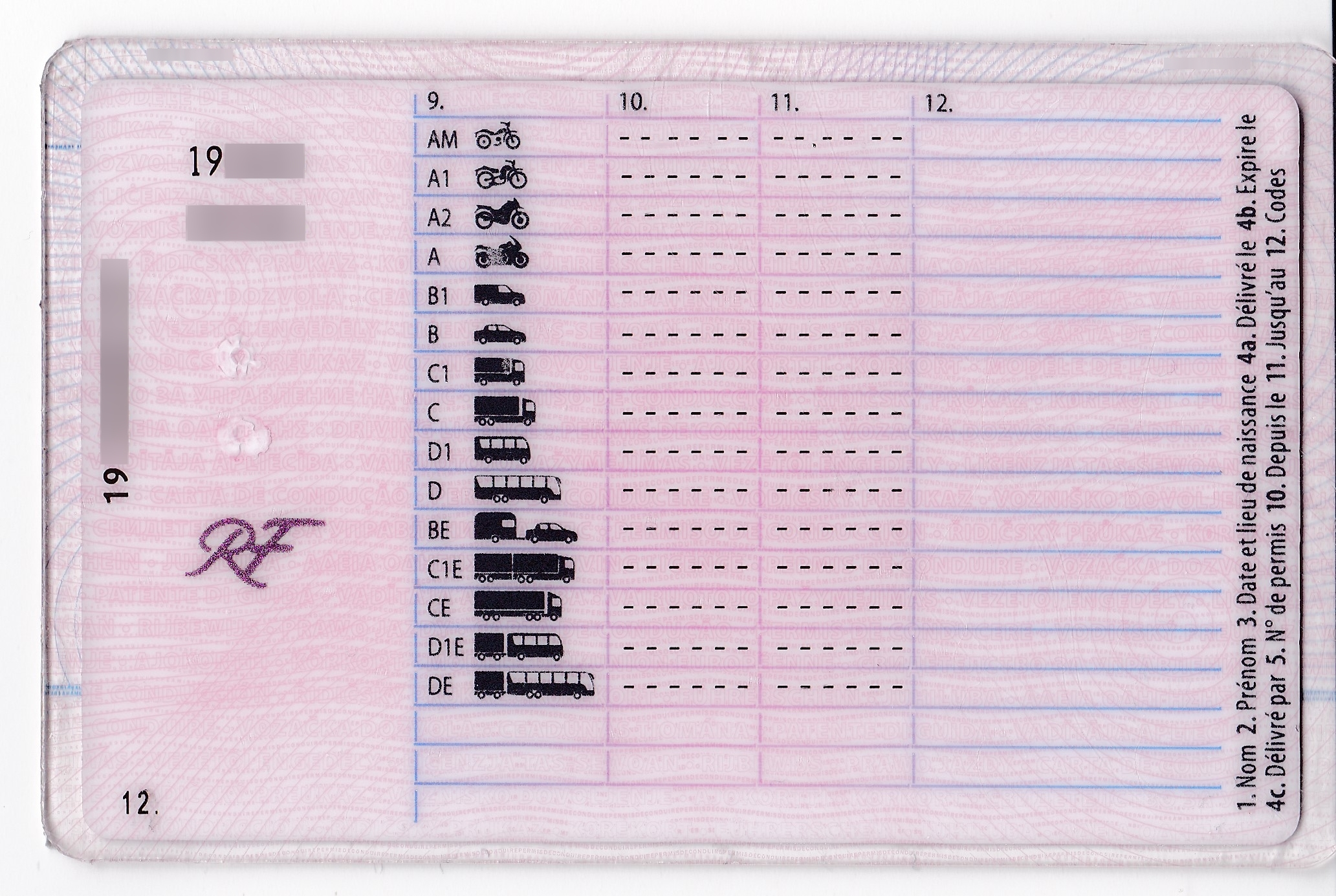
Permis de conduire français verso

Le carton rose à trois volets est remplacé par une carte plastifiée au format ID-1 (carte de crédit) présentant des éléments de sécurisation de haut niveau (bande MRZ et puce électronique), qui devaient permettre de mieux lutter contre la fraude et d'accéder à l'information en temps réel.
Pour mettre en place la directive européenne et refondre le processus de délivrance du permis de conduire, qui date de 1992, une nouvelle application informatique (appelée « FAETON ») a été conçue. Elle devait permettre de reprendre un stock de plus de 38 millions de dossiers actifs de conducteurs puis de traiter 200 000 nouveaux dossiers par mois. Cette application n'étant toutefois pas prête au 19 janvier 2013. De ce fait un nouveau format papier du permis de conduire a été introduit pour cette période intermédiaire. Il se présente toujours sous la forme d'un triptyque en carton de couleur rose, mais il comporte désormais les nouvelles catégories européennes. Le projet Faeton a été abandonné et un document permettant la création du titre a été mis en place (cerfa 06) L'entrée en vigueur du nouveau permis électronique en France a eu lieu le 16 septembre 2013.
Fin 2013, le ministère de l'Intérieur renonce à la puce électronique pour un problème de coût de revient. Depuis le 15 juillet 2015, le permis de conduire ne comporte plus de puce électronique.

### Exception pour les collectivités et territoires d'outre mer
De légères modifications apparaissent sur les permis de conduire délivrés par certaines collectivités d'outre-mer telles que la Polynésie française, Saint-Martin et Wallis-et-Futuna. Les permis de ces collectivités sont similaires au format dit « normal » des permis délivrés dans les départements et régions (ainsi que de Saint Pierre et Miquelon), avec l'adjonction du nom de la collectivité à côté de la mention « RÉPUBLIQUE FRANÇAISE » et, dans le cas de la Polynésie française, l'affichage du nom de la collectivité à côté de la mention « RÉPUBLIQUE FRANÇAISE », ainsi que l'affichage du drapeau régional en bas à droite du permis.
Depuis 2015, les permis délivrés à Saint-Barthélemy sont similaires au permis français 'standard' mais avec la mention "SAINT BARTHÉLEMY" à la place de "RÉPUBLIQUE FRANÇAISE", sans le drapeau de l'UE autour du F, et les armoiries de Saint-Barthélemy en arrière-plan.
Depuis juillet 2023, la Nouvelle-Calédonie a rejoint les autres collectivités d'Outre-mer, ainsi que l'actuel permis de conduire national français en adoptant un permis au format carte de crédit. Ce nouveau permis comporte les drapeaux français, de l'Union européenne et l’étendard du FLNKS, ce qui a suscité la désapprobation de certains acteurs politiques du territoire et été jugé illégal par la Cour administrative d'appel en 2025. À compter de 2024, Wallis-et-Futuna reste le dernier territoire français à délivrer des permis de conduire en format papier rose.

### Uniformisation des catégories
Les catégories seront unifiées au sein de l’Union européenne. Ainsi, le décret instaure de nouvelles catégories de permis de conduire, principalement pour la conduite des véhicules à deux roues (AM et A2) ainsi que des véhicules destinés au transport de marchandises ou de personnes (C1, C1E, D1 et D1E). Il renforce enfin le principe de l'accès progressif des conducteurs à certains véhicules du fait de leur puissance, de leur poids et de l'utilisation qui en est attendue, en modifiant les critères d'âge et en prenant en compte de manière accrue l'expérience des conducteurs.

### Renouvellement régulier de tous les titres
« a) À partir du 19 janvier 2013, les permis délivrés par les États membres pour les catégories AM, A1, A2, A, B, B1 et BE ont une validité administrative de dix ans.
Un État membre peut décider que les permis qu'il délivre pour ces catégories ont une validité administrative pouvant aller jusqu'à quinze ans.
b) À partir du 19 janvier 2013, les permis délivrés par les États membres pour les catégories C, CE, C1, C1E, D, DE, D1 et D1E ont une validité administrative de cinq ans. »

— Directive 2006/126/CE du Parlement européen et du Conseil du 20 décembre 2006
Depuis 2013, la durée de validité des nouveaux titres de permis de conduire est désormais de 15 ans en France pour les titres délivrés à compter du 19 janvier 2013, alors que jusqu'alors les titres délivrés — comme en Belgique, en Allemagne ou en Autriche — avaient une durée de vie illimitée.
En France, il s'agit d'un simple renouvellement administratif, sans visite médicale ou examen pratique associé (à l'exception des situations particulières prévues par le Code de la route (professionnels de la conduite, détenteurs de catégories lourdes, etc.). Ce renouvellement permettra notamment de mettre à jour l'adresse de l'usager et sa photographie d'identité, ce qui représente un réel avantage en matière de contrôle d’identité et de lutte contre la fraude.

« L'introduction d'une durée de validité administrative pour les nouveaux permis de conduire devrait permettre d'appliquer, au moment du renouvellement périodique, les mesures anti-falsification les plus récentes ainsi que les examens médicaux ou les autres mesures prévues par les États membres. »

— Directive 2006/126/CE du Parlement européen et du Conseil du 20 décembre 2006
Par ailleurs, l'ensemble des titres au format papier devront être repris pour 2033.

## Catégories
Les catégories de permis de conduire, telles qu'elles résultent de la nouvelle organisation à partir de 2013, sont définies dans le tableau suivant.
| Catégorie de permis | Type de véhicule | Âge minimum requis   | Durée de validité          | Diplôme requis | Équivalences, |
| ------------------- | --- | -------------------- | -------------------------- | --- | --- |
| AM                  | Cyclomoteur ou quadricycle léger à moteur | 14 ans               | À vie                      | Pour tout conducteur né après le 31 décembre 1987 : Attestation de sécurité routière (ASSR1 ou ASSR2) ou titre européen équivalent ou tout permis de conduire d'une autre catégorie qu'AM | |
| A1                  | Motocyclettes avec ou sans side-car, d'une cylindrée maximale de 125 cm3, d'une puissance n'excédant pas 11 kW et dont le rapport puissance/poids ne dépasse pas 0,1 kW/kg ; | 16 ans               | À vie                      | | |
| A1                  | Tricycles à moteur d'une puissance maximale de 15 kW. | 16 ans               | À vie                      | | |
| A2                  | Motocyclette avec ou sans side-car d'une puissance n'excédant pas 35 kW (47,5 ch) et dont le rapport puissance/poids n'excède pas 0,2 kW/kg. De plus, la puissance ne peut résulter du bridage d'un véhicule développant plus de 70 kW (95 ch). | 18 ans               | À vie                      | | |
| A                   | Motocyclettes avec ou sans side-car ; | >20 ans              | À vie                      | Permis A2 + 2ans | Les titulaires du permis A peuvent conduire cyclomoteurs, motocyclettes légères, motocyclettes, tricycles à moteur et quadricycles légers à moteur. |
| A                   | Tricycles à moteur d'une puissance supérieure à 15 kW. | >20 ans              | À vie                      | Permis A2 + 2ans | Les titulaires du permis A peuvent conduire cyclomoteurs, motocyclettes légères, motocyclettes, tricycles à moteur et quadricycles légers à moteur. |
| B1                  | Véhicules de la catégorie L7e (véhicule à moteur à quatre roues dont la puissance maximale nette du moteur est inférieure ou égale à 15 kW, le poids à vide n'excède pas 550 kg pour les quadricycles affectés au transport de marchandises et 400 kg pour les quadricycles destinés au transport de personnes, et qui n'est pas de catégorie L6e) | 16 ans               | À vie                      | | |
| B                   | - Véhicules automobiles ayant un poids total autorisé en charge (PTAC) qui n'excède pas 3,5 tonnes, affectés au transport de personnes et comportant, outre le siège du conducteur, huit places assises au maximum ou affectés au transport de marchandises ainsi que les véhicules qui peuvent être assimilés aux véhicules précédents et dont la liste est fixée par arrêté du ministre chargé de la sécurité routière. - Véhicules mentionnés à l'alinéa précédent attelés d'une remorque lorsque le PTAC de la remorque est inférieur ou égal à 750 kg. - Mêmes véhicules attelés d'une remorque lorsque le Poids total autorisé en charge (PTAC) de la remorque est supérieur à 750 kg, sous réserve que la somme des PTAC (véhicule + remorque) n'excède pas 3 500 kg. Si le PTAC cumulé est égal au plus à 4 250 kg pas de nécessité du permis BE mais nécessité de la formation B96 (mention 96 obtenue après une formation de sept heures), A noter : il était exigé avant 1998, que le poids à vide du véhicule tracteur soit inférieur au PTAC de la remorque (lorsque son PTAC était supérieur à 750 kg) pour que le conducteur ne passe pas en catégorie E (désormais BE cf. infra) cette condition est supprimée. | 17 ans (depuis 2024) | À vie                      | Pour tout candidat né à compter du 1er janvier 1988, l'attestation scolaire de sécurité routière de second niveau ou l'attestation de sécurité routière est obligatoire                   | Les titulaires du permis B peuvent conduire les cyclomoteurs et les quadricycles à moteur (véhicules des catégories L6e et L7e). Mention 96. Véhicules relevant de la catégorie B auxquels est attelée une remorque le Poids total autorisé en charge (PTAC) de la remorque est supérieur à 750 kg, sous réserve que la somme des PTAC de l'ensemble n'excède pas 4 250 kg. (formation "B96" : d'une durée de sept heures, en auto-école, sans visite médicale, sans examen théorique ou pratique) Mention 78. Véhicules à changement de vitesse automatique |
| C1                  | - Véhicules automobiles autres que ceux de la catégorie D et D1 dont le PTAC est supérieur à 3 500 kg sans excéder 7 500 kg et qui sont conçus et construits pour le transport de huit passagers au plus outre le conducteur. Le permis C1 code 97 est pour la conduite des véhicules non affectés au transport de marchandises (donc l'examen est simplifié). Ce permis C1 code 97 est pour restreindre la conduite des ambulances, des véhicules adaptés pour les personnes à mobilité réduite et des camping-cars dont le PTAC est supérieur à 3 500 kg. Aux véhicules de cette catégorie peut être attelée une remorque dont le PTAC n'excède pas 750 kg. | 18 ans               | 5 ans à 1 an (selon l'âge) | Permis B | Les permis C1 obtenus entre le 20 janvier 1975 et le 31 décembre 1984 autorisent la conduite de tous les véhicules affectés au transport de marchandises ainsi que celle des véhicules affectés au transport en commun sur des parcours de ligne dépassant 50 km sous réserve, pour ces derniers, des conditions relatives à l'expérience de conduite ou à la formation du conducteur fixées par arrêté du ministre chargé des transports. |
| C                   | Véhicules automobiles autres que ceux des catégories D et D1, dont le PTAC excède 3,5 tonnes et qui sont conçus et construits pour le transport de huit passagers au plus outre le conducteur. Aux véhicules de cette catégorie peut être attelée une remorque dont le PTAC n'excède pas 750 kg. | 21 ans               | 5 ans à 1 an (selon l'âge) | Permis B | Le permis C obtenu avant le 20 janvier 1975 ou entre le 1er janvier 1985 et le 1er juillet 1990 autorise la conduite de tous les véhicules affectés au transport de marchandises ainsi que celle des véhicules affectés au transport en commun sur des parcours de ligne dépassant 50 km sous réserve, pour ces derniers, des conditions relatives à l'expérience de conduite ou à la formation du conducteur fixées par arrêté du ministre chargé des transports. Les permis C obtenus avant le 19 janvier 2013 autorisent la conduite de véhicules automobiles isolés autres que ceux de la catégorie D et dont le poids total autorisé en charge (PTAC) excède 3,5 tonnes. |
| D1                  | Véhicules automobiles conçus et construits pour le transport de personnes comportant, outre le siège du conducteur, seize places assises maximum et d'une longueur n'excédant pas huit mètres. Aux véhicules de cette catégorie peut être attelée une remorque dont le PTAC n'excède pas 750 kg. | 21 ans               | 5 ans                      | Permis B | |
| D                   | Véhicules automobiles conçus et construits pour le transport de personnes comportant plus de huit places assises outre le siège du conducteur ou transportant plus de huit personnes, non compris le conducteur. Aux véhicules de cette catégorie peut être attelée une remorque dont le PTAC n'excède pas 750 kg. | 24 ans               | 5 ans                      | Permis B | Les permis D obtenus avant le 20 janvier 1975, lorsque l'examen a été subi sur un véhicule d'un poids total autorisé en charge (PTAC) de plus de 3,5 tonnes, autorise la conduite de tous les véhicules affectés au transport de marchandises ainsi que celle des véhicules affectés au transport en commun sur des parcours de ligne dépassant 50 km sous réserve, pour ces derniers, des conditions relatives à l'expérience de conduite ou à la formation du conducteur fixées par arrêté du ministre chargé des transports. Les permis D obtenus avant le 19 janvier 2013 autorisent la conduite de véhicules automobiles affectés au transport de personnes comportant plus de huit places assises outre le siège du conducteur ou transportant plus de huit personnes, non compris le conducteur. Aux véhicules de cette catégorie peut être attelée une remorque dont le poids total autorisé en charge (PTAC) n'excède pas 750 kg. |
| BE                  | Véhicules relevant de la catégorie B auxquels est attelée une remorque (ou une semi-remorque) dont le PTAC est supérieur à 750 kg et inférieur ou égal à 3 500 kg lorsque le cumul des PTAC du véhicule tracteur et de la remorque (ou semi) est supérieur à 4 250 kg (entre 3 500 kg et 4 250 kg, B avec mention 96 suffisant cf. permis B) Les droits acquis des détenteurs d'un permis de la catégorie EB obtenu avant le 19 janvier 2013 sont maintenus par l'apposition de la mention additionnelle 79.06 (permettant de tracter une remorque d'un PTAC supérieur à 3 500 kg). | 18 ans               | À vie                      | Permis B | |
| C1E                 | - Véhicules relevant de la catégorie C1 ou C1 code 97 attelés d'une remorque ou d'une semi-remorque dont le PTAC excède 750 kg ; * Véhicules relevant de la catégorie B attelés d'une remorque ou d'une semi-remorque dont le PTAC excède 3 500 kg. Le PTRA des ensembles de véhicules relevant de la catégorie C1E ne peut excéder 12 000 kg. | 18 ans               | 5 ans à 1 an (selon l'âge) | Permis C1 | Les titulaires du permis C1E peuvent conduire les véhicules relevant de la catégorie BE et ceux de la catégorie D1E, sous réserve d'être titulaire du permis D1. |
| CE                  | Véhicules relevant de la catégorie C attelés d'une remorque ou d'une semi-remorque dont le PTAC excède 750 kg. | 21 ans               | 5 ans                      | Permis C | Les titulaires du permis CE peuvent conduire les véhicules relevant de la catégorie DE, sous réserve d'être titulaire du permis D. |
| D1E                 | Véhicules relevant de la catégorie D1 attelés d'une remorque dont le PTAC excède 750 kg. | 21 ans               | 5 ans                      | Permis D1 | Les titulaires du permis D1E peuvent conduire les véhicules relevant de la catégorie BE. |
| DE                  | Véhicules relevant de la catégorie D attelés d'une remorque dont le PTAC excède 750 kg. | 24 ans               | 5 ans                      | Permis D | Les titulaires du permis DE peuvent conduire les véhicules relevant de la catégorie BE. |

Par ailleurs, une Voiture sans permis est soit AM (50 cm3), soit B1 (< 550 kg, pour un usage normal, < 400 kg pour un usage professionnel). C'est-à-dire qu'une « Voiture sans permis » nécessite soit le Brevet de sécurité routière, soit le permis B1.

## Apprentissage de la conduite

### Principes généraux
Pour apprendre à conduire un véhicule à moteur sur une voie ouverte à la circulation publique, en vue de l'obtention du permis de conduire, il faut :
- Être âgé de quinze ans minimum ;
- Être détenteur d'un livret d'apprentissage, précisant en particulier les objectifs et la progressivité de la formation ;
- Avoir fait une demande de permis de conduire à la préfecture validée par le préfet du département dans lequel cette demande a été déposée, ou d'un récépissé du dépôt de la demande pour la catégorie B du permis de conduire délivré par le préfet pour une durée maximale de deux mois, dans les conditions fixées par arrêté du ministre chargé de la Sécurité routière ;
- Être, durant l'apprentissage, sous la surveillance constante et directe d'un enseignant, titulaire de l'autorisation d'enseigner la conduite des véhicules à moteur correspondant à la catégorie du véhicule utilisé, ou d'un accompagnateur titulaire, depuis au moins cinq ans sans interruption, du permis de conduire correspondant à la catégorie du véhicule utilisée et ayant suivi une formation spécifique, sauf s'il s'agit d'un apprentissage anticipé de la conduite, de conduite supervisée ou de conduite encadrée ;
- Utiliser, durant l'apprentissage, un véhicule habilité.

### Apprentissage anticipé de la conduite automobile à partir de 15 ans

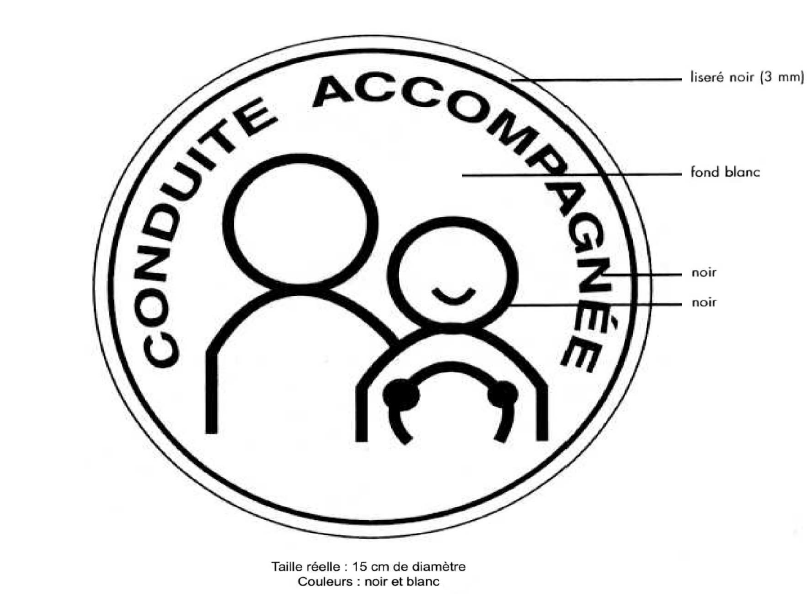
Signe distinctif autocollant ou magnétisé à apposer à l'arrière du véhicule en cas d'apprentissage anticipé de la conduite.

Depuis 1990, l'apprentissage anticipé de la conduite, permet aux jeunes âgés d'au moins 16 ans puis 15 ans de conduire avec un accompagnateur avant l'obtention de leur permis de catégorie B.
L'accompagnateur doit avoir au moins 5 ans de permis sans annulation ni invalidation.
L'objectif visé est d'améliorer la sécurité en donnant aux jeunes candidats une expérience approfondie de la conduite. Il ne peut être effectué après annulation ou invalidation du permis de conduire. La formation comprend trois étapes : une formation initiale dans une auto-école, une conduite accompagnée d'un adulte, avec un suivi pédagogique par l'auto-école puis la présentation au permis de conduire. Trois rendez-vous pédagogiques sont obligatoires : le premier avec l'accompagnateur et le moniteur d'une durée minimale de deux heures, le second, après 6 ou 8 mois de conduite accompagnée et environ 1 000 km parcourus, et le troisième, lorsque l'élève a parcouru au moins 3 000 km. Au terme de sa formation, le candidat doit présenter les épreuves pratiques dont un parcours de 32 minutes en circulation, qu'il peut passer à partir de 17 ans. À l'issue de l'examen il obtiendra son propre permis de conduire.
Il peut conduire seul dès réception de son Certificat d'Examen du Permis de Conduire (CEPC),. Le permis est valide dès 17 ans depuis le 1er janvier 2024.
En 2010, 200 576 permis de conduire en catégorie B ont été délivrés via la filière de l'apprentissage anticipé de la conduite, soit une baisse régulière de près de 1 % par an depuis 2008 (202 981 permis en 2009, 205 090 en 2008). Le pourcentage de permis délivrés en AAC par rapport au nombre total de permis B délivrés est de 26,8 % en 2010 contre 27,2 % en 2009 et 27,9 % en 2008,. En 2010, le taux de réussite est de l'ordre de 70 %, soit environ + 17 points au-dessus du taux de réussite par la méthode traditionnelle (53 %).

### Conduite encadrée de 14 à 18 ans
La conduite encadrée s'adresse aux jeunes scolarisés qui se destinent aux métiers de la route, c'est-à-dire préparant le CAP ou le BEP de conducteur routier. Pour obtenir son permis, le candidat doit avoir validé les compétences théoriques et pratiques préalables à l'obtention du permis de conduire de la catégorie B, avoir participé à un rendez-vous préalable d'une durée minimum d'une heure de conduite, organisé par l'enseignant chargé de l'enseignement de la conduite dans le cadre de sa formation et en présence de l'accompagnateur de son choix qui bénéficie ainsi des conseils de l'enseignant et avoir obtenu l'attestation du chef d'établissement.

### Conduite supervisée à partir de 18 ans
Mise en place en juin 2010, la formation en conduite supervisée des véhicules de catégorie B peut se faire soit directement à l'issue de la formation initiale (obtention du code de la route + 20 heures de conduite en école de conduite), soit après un échec à l'épreuve pratique de l'examen du permis de conduire.
Avant la « loi Macron », la durée minimale de la phase de conduite supervisée était de trois mois et l'élève devait parcourir au moins 1 000 km (au lieu d'un an et 3 000 km pour l'apprentissage anticipé de la conduite). Entre juin et décembre 2010, 9 540 examens ont eu lieu dans cette filière et 5 720 permis ont été délivrés, soit un taux de réussite (60,0 %) meilleur que la filière traditionnelle (+ 5,7 pts), mais inférieur à celui obtenu en AAC (-10,7 pts) sur la même période.
Depuis le décret du 25 novembre 2015, il n'y a plus aucune durée et plus de minimum de kilomètres pour la conduite supervisée. Néanmoins, « le candidat doit au préalable avoir réussi l'épreuve du code et suivi au moins 20 heures de conduite en école de conduite. C'est l'enseignant qui autorise la personne à opter pour cette possibilité en fonction du degré de maîtrise du véhicule, des compétences et des comportements qu'il a observés chez le candidat ».
Conditions : Avoir obtenu l'attestation de fin de formation initiale (AFFI). Un accord écrit de la société d'assurances sur l'extension de garantie nécessaire pour la conduite de la voiture utilisée au cours de la future phase de conduite supervisée. L'accompagnateur doit avoir 5 ans de permis B sans interruption. Le véhicule utilisé doit être équipé d'un signe distinctif « conduite accompagnée » apposé à l'arrière. Durant la conduite supervisée, la vitesse maximale autorisée est réduite.

### Apprentissage en auto-école
Les écoles de conduite, sociétés de droit privé, ont pour mission d’assurer l’apprentissage de la conduite. Elles prennent en charge une partie de la formation théorique, toute la formation pratique et les démarches administratives pour l'inscription à l'examen du permis de conduire. Tout établissement d'enseignement doit être agréé. L'agrément est délivré pour une période de 5 ans par le préfet du lieu d'implantation de l'établissement.

### Permis de conduire en candidat libre
Il est possible de ne pas faire appel à une auto-école pour passer le permis de conduire de la catégorie B (voiture). Le candidat s'adresse lui-même à la préfecture pour s'inscrire à l'examen, en remplissant le formulaire Cerfa no 11246*03 et en demandant de passer cette épreuve en candidat libre. Il recevra de la préfecture une convocation à l'épreuve du code et à l'épreuve pratique. Néanmoins, les places d'examen sont accessibles en priorité pour les candidats présentés par une auto-école. L'accompagnateur doit être titulaire de la catégorie de permis de conduire exigée pour la conduite du véhicule utilisé, depuis au moins cinq ans sans interruption, c'est-à-dire ne pas avoir fait l'objet d'une annulation ou d'une suspension de son permis pendant les cinq années précédentes et d'une attestation certifiant qu'il a suivi la formation obligatoire de sept heures minimum, comprenant au moins quatre heures de formation pratique, le préparant à cette fonction. L'original de cette attestation doit être présenté aux agents habilités à effectuer des contrôles routiers.

## Examen du permis de conduire

### Inscription à l'examen
Tout candidat à l'obtention du permis de conduire doit déposer en préfecture un dossier d'inscription. Si l'apprentissage a eu lieu dans une école de conduite, cet organisme peut déposer le dossier. Les candidats libres doivent quant à eux déposer directement le dossier dans la préfecture de leur domicile ou du lieu où ils souhaitent passer le permis. Le candidat doit respecter les conditions d'âge du permis qu'il souhaite obtenir. En tout état de cause, il doit être âgé de 17 ans au moins, ou de 15 ans au moins s'il souhaite préparer le permis dans le cadre de l'apprentissage anticipé de la conduite. Le candidat doit également fournir un exemplaire de l'avis médical, s'il est soumis à un contrôle médical obligatoire.

### Contrôle médical préalable
La réglementation relative à l'organisation du contrôle médical de l'aptitude à la conduite des conducteurs et des candidats au permis de conduire a connu d'importantes modifications en 2012 avec l'entrée en vigueur le 1er septembre 2012 du décret du 17 juillet 2012 et de l'arrêté du 31 juillet 2012 relatifs respectivement au contrôle médical de l'aptitude à la conduite et à l'organisation du contrôle médical de l'aptitude à la conduite. Le chapitre « Contrôle médical de l'aptitude à la conduite » est en particulier ajouté au Code de la route (articles R.226-1 à R.226-4). Les modalités pratiques du contrôle sont modifiées : le contrôle préalable au permis est désormais réalisé par des médecins de ville agréés, les commissions médicales font ceux faisant suite à des infractions au Code de la route liées à la consommation d'alcool ou de stupéfiants,.
Le contrôle médical de l'aptitude à la conduite est désormais défini comme l'évaluation de l'aptitude physique, cognitive et sensorielle des candidats au permis de conduire et des conducteurs. L'extension du contrôle à l'aptitude cognitive et sensorielle de l'usager est nouvelle et permet ainsi d'appréhender de façon plus globale la capacité de ce dernier à conserver la maîtrise de son véhicule. La validité de l'avis médical délivré par le médecin agréé est de deux ans. Les obligations et périodicités des contrôles médicaux pour la délivrance ou la prorogation d'un permis de conduire sont, par type de permis, définis dans le tableau suivant,.
|             |                 | Permis A ou B aménagé | Permis C                                         | Permis D                                         | Permis E                                         |
| ----------- | --------------- | --- | ------------------------------------------------ | ------------------------------------------------ | ------------------------------------------------ |
| Obligation  | Obligation      | Uniquement lorsque le permis est utilisé pour la conduite des véhicules spécialement aménagés pour exercer une activité professionnelle (taxis, motos taxis, voitures de remise, ambulances, véhicules affectés au ramassage scolaire ou au transport public), | OUI                                              | OUI                                              | OUI                                              |
| Périodicité | Moins de 55 ans | 5 ans | 5 ans                                            | 5 ans                                            | 5 ans                                            |
| Périodicité | De 55 à 60 ans  | 5 ans ou jusqu'à la date anniversaire des 60 ans | 5 ans ou jusqu'à la date anniversaire des 60 ans | 5 ans ou jusqu'à la date anniversaire des 60 ans | 5 ans ou jusqu'à la date anniversaire des 60 ans |
| Périodicité | De 60 à 76 ans  | 2 ans ou jusqu'à la date anniversaire des 76 ans | 2 ans ou jusqu'à la date anniversaire des 76 ans | 1 an                                             | 2 ans ou jusqu'à la date anniversaire des 76 ans |
| Périodicité | Plus de 76 ans  | 1 an | 1 an                                             | 1 an                                             | 1 an                                             |

Tout candidat au permis de conduire ou tout conducteur qui rencontre un problème de santé doit, de sa propre initiative, se soumettre à un contrôle médical. Le contrôle médical peut aussi être prescrit soit pour des motifs tenant à l'état de santé de l'usager, soit, enfin, pour des motifs tenant à des infractions au Code de la route ayant entraîné des mesures portant restriction ou suspension du permis de conduire supérieure à un mois. On distingue dans ce cas les infractions liées à la consommation d'alcool ou de stupéfiants qui relèvent de la compétence des commissions médicales et les autres, qui sont de la compétence des médecins agréés consultant hors commission.
Il existe une liste des affections médicales (problèmes cardio-vasculaires, altérations visuelles, troubles de l'équilibre, pratiques addictives, diabète, épilepsie...) qui sont incompatibles avec l'obtention ou le maintien du permis de conduire ou qui peuvent donner lieu à la délivrance d'un permis de durée de validité limitée ou qui nécessitent un aménagement du véhicule ou un avis spécialisé avant la délivrance du permis ou son renouvellement. Cette liste est fixée par l'arrêté interministériel du 31 août 2010, qui a remplacé l'arrêté du 21 décembre 2005. Cet arrêté transpose en droit interne les deux directives de la Commission européenne du 25 août 2009 fixant les normes médicales minimales pour conduire un véhicule à moteur, les modifications prises en compte portent principalement sur les affections suivantes : troubles de la vision, épilepsie et diabète.
Les prescriptions sont différenciées selon le groupe de permis pour lequel le candidat se présente. Chaque fonction doit être évaluée selon différents critères. Ainsi, concernant les fonctions visuelles, il y a lieu de tester l'acuité visuelle en vision de loin, le champ visuel, la vision nocturne, la vision crépusculaire et la sensibilité à l'éblouissement, la sensibilité des contrastes et la vision des couleurs. Par exemple en ce qui concerne l'acuité visuelle en vision de loin, pour le groupe léger (permis A et B), une acuité visuelle binoculaire inférieure à 5/10 est incompatible avec l'obtention du permis de conduire. En outre si un œil a une acuité visuelle inférieure à 1/10, l'autre œil doit en avoir une supérieure à 5/10. Par contre pour le groupe lourd (permis C et D), le conducteur doit avoir une acuité supérieure ou égale à 8/10 pour le meilleur œil et à 1/10 pour l’œil le moins bon. Par contre, pour chacun des groupes, les problèmes de vision des couleurs, tels le daltonisme, sont compatibles.
À la suite de l'avis médical, le préfet prend une décision d'aptitude temporaire, d'aptitude avec restrictions d'utilisation du permis ou d'inaptitude. Le conducteur peut saisir la commission médicale d'appel pour contester cette décision. Cet appel n'est pas suspensif. Le conducteur peut enfin contester également la décision de cette commission en faisant un recours devant le juge administratif.
Le conducteur qui omet de se soumettre à un contrôle médical imposé par son état de santé s'expose à des sanctions. Il sera en effet considéré comme une personne conduisant sans permis de conduire et ayant fait une fausse déclaration.

#### Permis de conduire et handicap
La conduite n'est pas nécessairement incompatible avec le handicap, dès lors que celui-ci ne résulte pas des affections incompatibles avec la conduite. Les personnes atteintes d'une infirmité doivent le déclarer sur le formulaire de demande de permis de conduire fourni par l'auto-école. Pour les candidats sourds ou malentendants, il est prévu des sessions spécialisées. Ainsi, durant l'examen, ils bénéficient d'un dispositif de communication adapté à leurs besoins, notamment d'un interprète en langue des signes. La durée de l'épreuve théorique est également plus longue. Pour les candidats à mobilité réduite, une assistance peut être apportée par l'expert ou l'accompagnateur ou un véhicule doté d'équipements spéciaux homologués destinés aux personnes en situation de handicap peut être utilisé,.

### Certificat d'examen du permis de conduire (CEPC)
Pour obtenir le permis de conduire, il faut avoir sur son CEPC un minimum de 20 points au total sur 31, et aucune erreur éliminatoire.
La partie centrale du certificat informe du bilan des compétences ayant fait aboutir à la mention : “ favorable ” ou “ insuffisant ”, validant ou invalidant le permis. C'est dans cette grille que l'inspecteur retranscrit les points des compétences tout au long des 35 minutes de l'épreuve :
| Bilan de compétences                                   | Niveaux d'appréciation                                 | Niveaux d'appréciation                                 | Niveaux d'appréciation              | Niveaux d'appréciation              | Niveaux d'appréciation              | Autonomie consciente du risque | Autonomie consciente du risque | Autonomie consciente du risque |
| Bilan de compétences                                   | E                                                      | 0                                                      | 1                                   | 2                                   | 3                                   | Autonomie consciente du risque | Autonomie consciente du risque | Autonomie consciente du risque |
| ------------------------------------------------------ | ------------------------------------------------------ | ------------------------------------------------------ | ----------------------------------- | ----------------------------------- | ----------------------------------- | ------------------------------ | ------------------------------ | ------------------------------ |
| Connaître et maîtriser son véhicule                    | Connaître et maîtriser son véhicule                    | Connaître et maîtriser son véhicule                    | Connaître et maîtriser son véhicule | Connaître et maîtriser son véhicule | Connaître et maîtriser son véhicule | Analyse des situations         | Adaptation aux situations      | Conduite autonome              |
| Savoir s'installer et assurer la sécurité à bord       |                                                        |                                                        |                                     |                                     |                                     | Analyse des situations         | Adaptation aux situations      | Conduite autonome              |
| Effectuer les vérifications du véhicule                |                                                        |                                                        |                                     |                                     |                                     | Analyse des situations         | Adaptation aux situations      | Conduite autonome              |
| Connaître et utiliser les commandes                    |                                                        |                                                        |                                     |                                     |                                     | Analyse des situations         | Adaptation aux situations      | Conduite autonome              |
| Appréhender la route                                   |                                                        |                                                        |                                     |                                     |                                     | Analyse des situations         | Adaptation aux situations      | Conduite autonome              |
| Prendre l'information                                  |                                                        |                                                        |                                     |                                     |                                     | Analyse des situations         | Adaptation aux situations      | Conduite autonome              |
| Adapter son allure aux circonstances                   |                                                        |                                                        |                                     |                                     |                                     | Analyse des situations         | Adaptation aux situations      | Conduite autonome              |
| Appliquer la réglementation                            |                                                        |                                                        |                                     |                                     |                                     | Analyse des situations         | Adaptation aux situations      | Conduite autonome              |
| Partager la route avec les autres usagers              |                                                        |                                                        |                                     |                                     |                                     | Analyse des situations         | Adaptation aux situations      | Conduite autonome              |
| Communiquer avec les autres usagers                    |                                                        |                                                        |                                     |                                     |                                     | 0                              | 0                              | 0                              |
| Partager la chaussée                                   |                                                        |                                                        |                                     |                                     |                                     | 0,5                            | 0,5                            | 0,5                            |
| Maintenir les espaces de sécurité                      |                                                        |                                                        |                                     |                                     |                                     | 1                              | 1                              | 1                              |
|                                                        | Sous-totaux                                            |                                                        |                                     |                                     |                                     |                                |                                |                                |
| Courtoisie au volant                                   | Courtoisie au volant                                   | Courtoisie au volant                                   | +1                                  |                                     |                                     |                                |                                |                                |
| Conduite économique et respectueuse de l'environnement | Conduite économique et respectueuse de l'environnement | Conduite économique et respectueuse de l'environnement | +1                                  |                                     |                                     |                                |                                |                                |
|                                                        | Total général                                          |                                                        |                                     |                                     |                                     |                                |                                |                                |

Légende
| - Non évalué - Erreur éliminatoire quand : - la sécurité n'est pas assurée, - une infraction est commise : • circulation à gauche sur chaussée à double sens, • franchissement d'une ligne continue, • circulation sur bande d'arrêt d'urgence ou sur voie réservée, • non-respect d'un signal prescrivant l'arrêt, • circulation en sens interdit. - 0 point : la compétence n'est pas acquise et le candidat est incapable de la restituer. - 1 point : la compétence est en cours d'acquisition mais mal maîtrisée. - 2 points : la compétence est acquise. Elle a été mise en œuvre pendant l'examen à des niveaux de qualité variables. - 3 points : la compétence est correctement et régulièrement restituée. Le candidat a su la mettre en œuvre à chaque fois que cela était utile. - 1 Point évaluant le comportement : 0 point ou 0,5 point ou 1 point selon que le candidat manifeste son autonomie et sa conscience des risques. - +1 Ces sections permettent de doter le candidat de points bonus. Point bonus : 1 point si l'acquisition de la compétence est jugée suffisante. |

Source : Livret d'apprentissage, Saint-Herblain, Éditions nationales du permis de conduire, 2017 (ISBN 978-2-84495-110-6), p. 70-71.
Un bilan CEPC (certificat d'examen du permis de conduire) avec mention " favorable " fait office de permis de conduire temporaire :
- en France,
- pendant 4 mois[92],
- dès 17 ans[93].

### Permis du groupe motocyclette

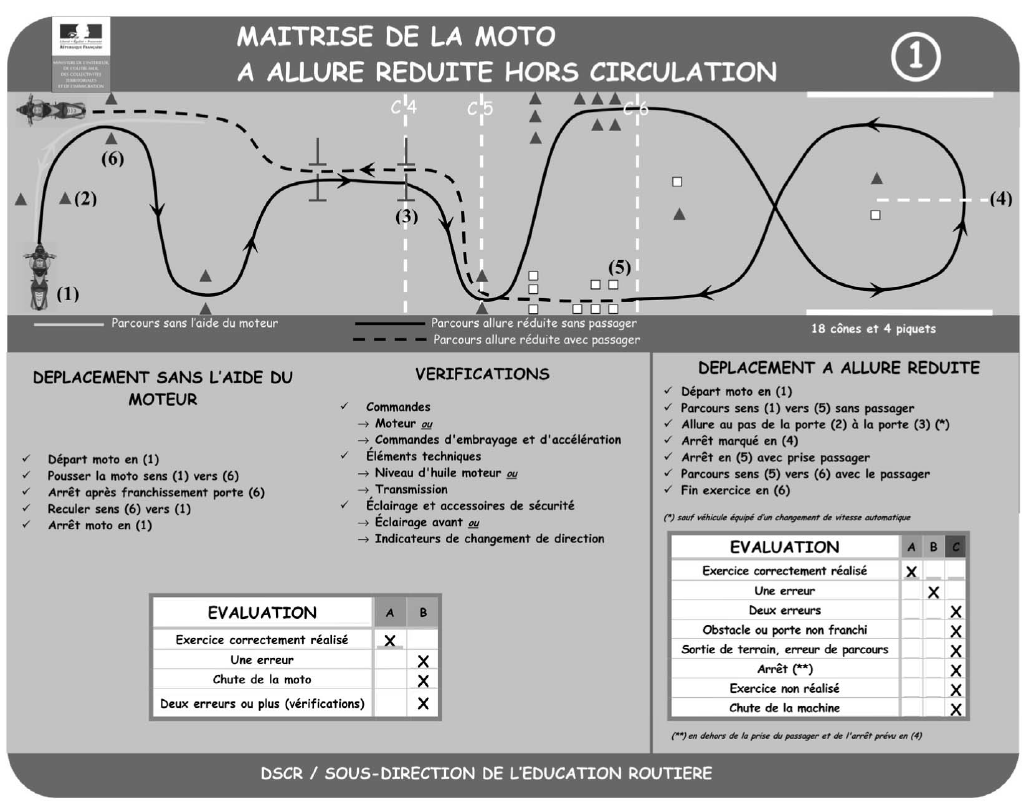
Permis moto - Épreuve de conduite - Maîtrise de la moto à allure réduite hors circulation (arrêté du 23 avril 2012).

#### Deux-roues et quadricycles légers (permis AM)
Le permis AM, anciennement brevet de sécurité routière, correspondant à la catégorie AM du permis de conduire, est exigé conformément à l'article R. 211-2 du code de la route pour conduire un cyclomoteur ou un quadricycle léger à moteur (quadricyle dont la masse à vide est limitée à 350 kg), équipés d'un moteur de 4 kW (5,6 ch) maximum et dont la vitesse est inférieure à 45 km/h par construction.
L'épreuve se compose d'une partie théorique et d'une partie pratique. La partie théorique est validée par la délivrance de l'attestation scolaire de sécurité routière de premier ou de second niveau ou par l'attestation de sécurité routière. La partie pratique est constituée d'une phase d'enseignement hors circulation, d'une phase de conduite sur les voies ouvertes à la circulation publique, et d'une phase de sensibilisation aux risques.

#### Deux-roues motorisés (permis A, A1, A2)
Pour les catégories de permis A1, A2 et A, l’épreuve comporte trois phases.
1. L’Épreuve Théorique Moto (ETM) du code de la route. Cette épreuve consiste en un questionnaire de quarante questions à choix multiples et dure environ 30 minutes. Le score minimal nécessaire pour être reçu est 35/40. La réussite à cette épreuve est nécessaire pour pouvoir passer les épreuves pratiques, au maximum cinq ans après.
2. La seconde, d'une durée indicative de 15 minutes, est réalisée hors circulation, et constitue une admissibilité pour la deuxième épreuve en circulation, d'une durée de 30 minutes[95]. Les véhicules d'examen doivent être des véhicules à deux roues, de série courante, équipés pour être utilisés sur les voies ouvertes à la circulation publique et avoir été mis en circulation depuis six ans au plus. Pour la catégorie A1, le véhicule doit avoir une cylindrée comprise entre 120 et 125 cm3 et un rapport puissance/poids ne dépassant pas 0,1 kW/kg. Pour la catégorie A2, la cylindrée maximale est de 600 cm3 et la puissance maximale de 35 kW. Pour la catégorie A, la cylindrée minimale est de 600 cm3 et la puissance minimale de 40 kW[95]. L’épreuve hors circulation est composée d'une part de tests de maniabilité et de sécurité (vitesse lente puis plus soutenue).
3. L'épreuve en circulation a pour objectif de vérifier que le candidat a acquis les connaissances et les comportements nécessaires pour circuler en sécurité, sans gêner, sans surprendre et sans être surpris[95].

#### Quadricycles lourds (permis B1)
Les quadricycles lourds (quads) sont définis par une puissance qui n'excède pas 15 kW et dont le poids à vide n'excède pas 400 kg pour ceux affectés au transport de personnes, 550 kg pour ceux affectés au transport de marchandises. Les conducteurs doivent être titulaires du permis B1. L'épreuve dure 35 minutes et se déroule sur des itinéraires variés en utilisant la procédure du véhicule suiveur avec liaison radio permanente entre l'examinateur et le candidat. Le test de conduite, d'une durée minimale de 25 minutes, comporte notamment la vérification d'un élément technique en relation avec la sécurité routière, à l'intérieur et à l'extérieur du véhicule, et la réalisation de deux manœuvres différentes, dont une obligatoirement en marche arrière.

### Permis du groupe léger

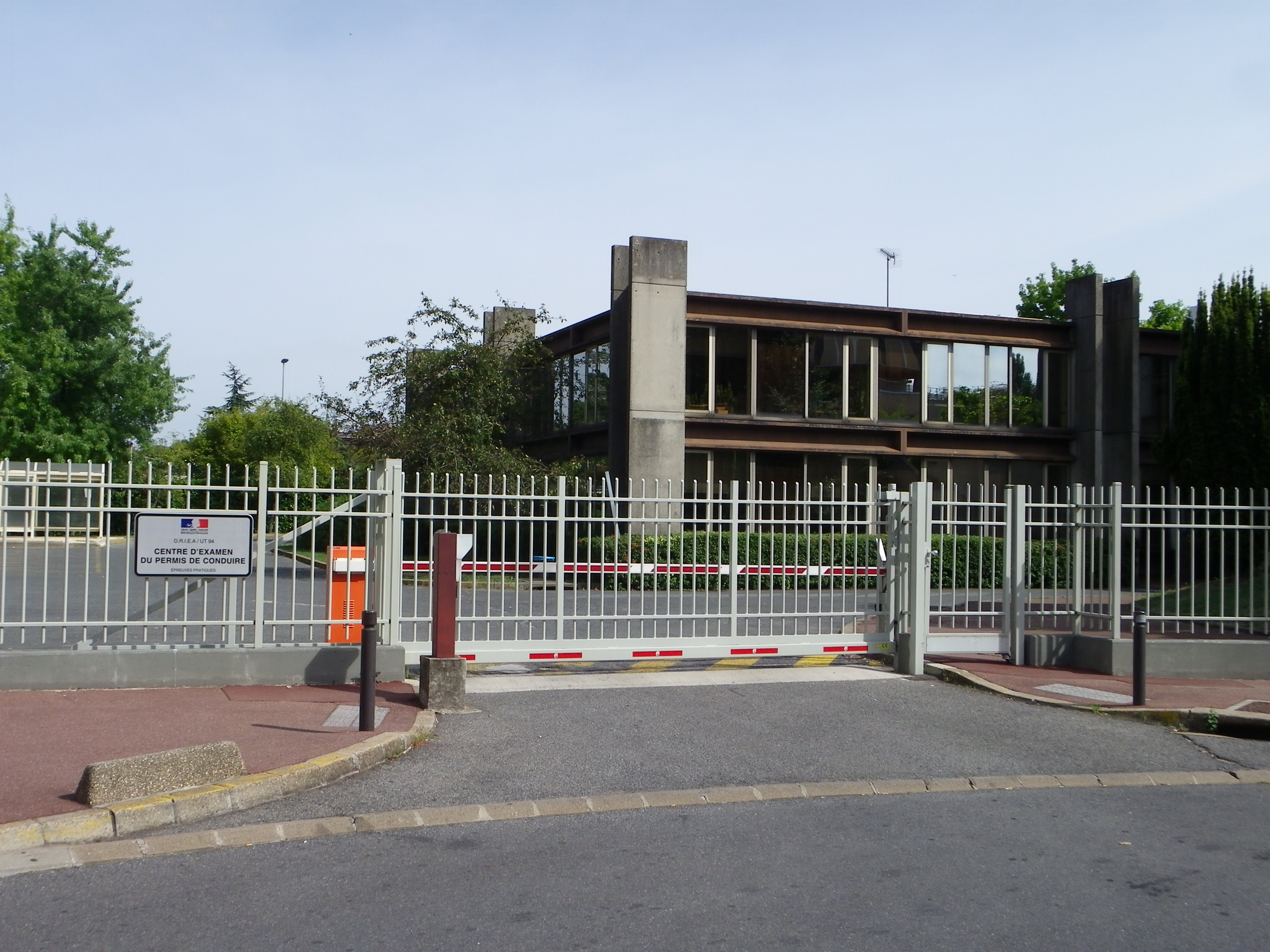
Centre d'examen du permis de conduire à Créteil.

L'examen dans sa forme actuelle se compose de deux épreuves.
1. L'épreuve théorique générale (ETG) du code de la route. Cette épreuve consiste en un questionnaire de quarante questions à choix multiples et dure environ 30 minutes. Le score minimal nécessaire pour être reçu est 35/40. La réussite à cette épreuve est nécessaire pour pouvoir passer l'épreuve pratique, au maximum cinq ans après.
2. L'épreuve pratique de la catégorie B dure environ 32 minutes, dont 25 minutes de conduite effective[97]. Le candidat conduit dans des situations variées en présence d'un inspecteur qui apprécie son comportement au regard d'une procédure d'évaluation. Cette procédure met en balance d'un côté le comportement que devrait idéalement adopter tout conducteur dans les diverses situations de conduite, et de l'autre les erreurs éventuellement commises par le candidat. Toutes les erreurs n'ont pas le même degré de gravité et n'entraînent pas systématiquement l'échec à l'examen. Pour certaines erreurs, l'inspecteur alertera le candidat et ne conclura à une décision défavorable que si cette erreur se répète au moins une fois. En revanche, certaines erreurs très graves entraînent systématiquement une décision défavorable. En outre, une seule manœuvre en marche arrière et un arrêt de précisions seront effectués pendant l'épreuve. Enfin est effectuée la vérification d'un élément technique à l'intérieur et à l'extérieur du véhicule, complétée par une question en lien avec la sécurité routière[97].

Le véhicule automobile utilisé pour les examens de la catégorie B doit répondre aux conditions ci-après : être un véhicule de série, affecté au transport de personnes, dont le poids total autorisé en charge (PTAC) n'excède pas 3 500 kg et capable d'atteindre la vitesse d'au moins 100 km/h, comporter au moins quatre places assises, être équipé de vitres latérales au niveau de toutes les places assises et d'une vitre arrière, avoir été mis pour la première fois en circulation depuis six ans au plus et disposer de certains équipements.
Afin de se préparer à l'épreuve, le candidat suit une formation théorique et pratique dans une auto-école. Le volume de la formation pratique est de 20 heures minimum sur un véhicule équipé d'une boite manuelle et 13 heures minimum sur un véhicule équipé d'une boite automatique, ce nombre étant basé selon l'appréciation du formateur de l'auto-école, il peut donc être plus important si l'élève n'est pas prêt (la moyenne constatée avant la mise en place du permis à 35 minutes était de 27 heures, actuellement, on constate généralement une trentaine d'heures nécessaires). La formation peut être prolongée avec les parents par l'apprentissage anticipé de la conduite, mais seulement dans ce cadre particulier. À partir du 1er avril 2010, un élève, après un échec à l'examen ou en fin de formation initiale, peut opter pour la conduite supervisée, une alternative plus souple, plus pratique et plus rapide que l'AAC.

### Permis du groupe lourd

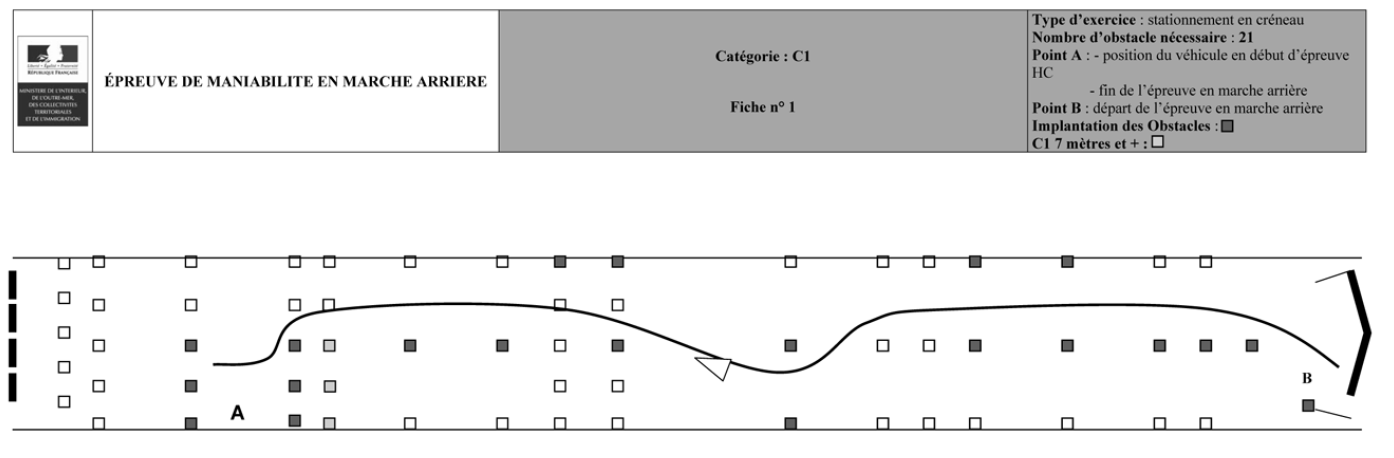
Schéma d'une épreuve de maniabilité pour le permis C1 (épreuve de stationnement en créneau).

Comme pour les véhicules du groupe léger, l'examen comporte une épreuve théorique générale, le code, où il convient de trouver la bonne réponse à au moins 35 questions sur 40, et une épreuve pratique qui comprend une épreuve hors circulation d'admissibilité de 40 minutes et une épreuve en circulation de 60 minutes
,.
Les modalités pratiques de l’examen du permis de conduire véhicules de transport de marchandises (Permis C, C1, CE, C1E) et de transport de personnes (Permis D, D1, DE, D1E) sont définies dans l'arrêté du 23 avril 2012. L'épreuve de maniabilité consiste en une marche arrière sinueuse, entre des portes, au terme de laquelle le candidat doit effectuer, selon le tirage au sort et la catégorie concernée, un arrêt de précision (axe de l'essieu arrière de la remorque sur la zone blanche matérialisée), un stationnement dans une zone matérialisée ou une simulation de mise à quai (arrêt aplomb arrière de la remorque dans une zone précise).
Depuis le 10 septembre 2009, en application du décret du 11 septembre 2007, tous les conducteurs pour la conduite desquels est requis un permis de conduire de catégorie C ou EC (véhicules de + de 3,5 t de PTAC) sont soumis à une obligation de qualification initiale et de formation continue. La qualification initiale peut être obtenue à l'issue d’une formation professionnelle longue, de 280 heures au moins, sanctionnée par l’obtention d’un titre professionnel de conduite routière délivré par le ministre chargé de l’emploi. Elle peut être aussi obtenue à l’issue d’une formation professionnelle accélérée dénommée formation initiale minimale obligatoire, d’une durée de 140 heures au moins. Elle est dispensée sur quatre semaines obligatoirement consécutives sauf lorsqu’elle est réalisée dans le cadre d’un contrat de professionnalisation,.
Tout conducteur en transport de marchandises, titulaire après le 10 septembre 2008 d'une qualification initiale, et souhaitant intégrer le secteur routier de voyageurs, doit préalablement suivre une formation spécifique de 35 heures dénommée « passerelle ».

### Autres véhicules

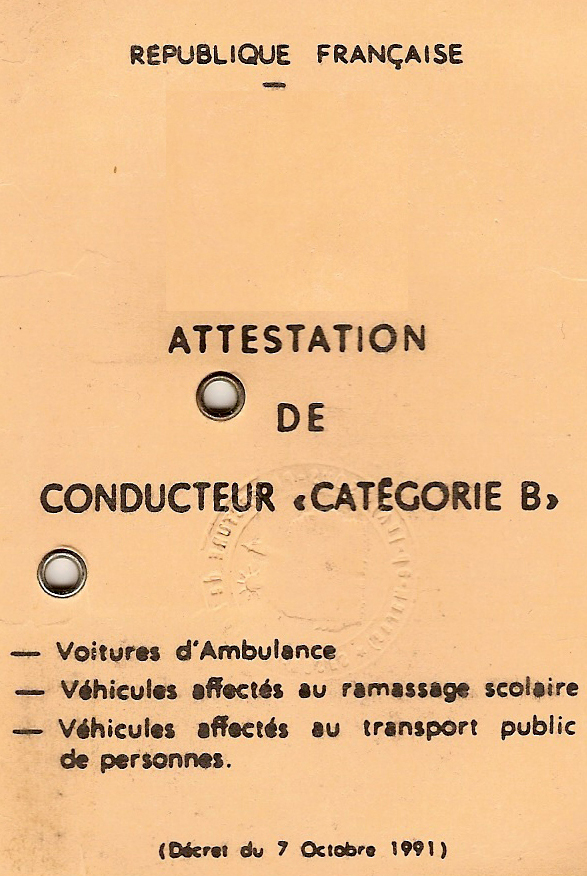
Attestation de conducteur B pour la conduite des véhicules aménagés.

#### Véhicules professionnels spécifiques
Les titulaires du permis de conduire de catégorie B peuvent conduire les véhicules suivants seulement s'ils ont obtenu une attestation délivrée par le préfet après vérification médicale de l'aptitude physique : les taxis, les voitures de tourisme avec chauffeur et les voitures de remise, les ambulances, les véhicules affectés au transport scolaire et les véhicules affectés au transport public de personnes. L'attestation de conducteur B pour la conduite des véhicules spécialement aménagés est délivrée par le préfet et renouvelée tous les 5 ans après avoir passé une nouvelle visite médicale dans un centre agréé par la préfecture.

#### Véhicules d'intérêt général
Les conducteurs de véhicules d'intérêt général (services de police, de gendarmerie, des douanes, de lutte contre l'incendie, d'intervention des unités mobiles hospitalières ou du service mobile d'urgence et de réanimation, du ministère de la Justice affecté au transport des détenus ou au rétablissement de l'ordre dans les établissements pénitentiaires) doivent être titulaires du permis de conduire correspondant à la catégorie du véhicule.

#### Véhicules militaires
Le personnel titulaire d'un brevet militaire de conduite est autorisé à conduire les véhicules relevant du parc du ministère des Armées et des établissements publics qui en dépendent.
Pour conduire un véhicule civil, n'appartenant pas au ministère des Armées, la délivrance d'un permis de conduire est possible à la suite de la conversion du brevet militaire de conduite obtenu dans un CIEC.

#### Engins de service hivernal
Les conducteurs d'engins de service hivernal doivent être titulaires du permis de conduire adapté pour circuler sur la voie publique. Celui-ci est fonction du PTAC du véhicule : les engins dont le PTAC est supérieur à 3,5 tonnes ne peuvent être conduits que par des agents titulaires du permis C. En outre, en application de l’article R. 4323-55 du Code du travail, la conduite de ces engins est réservée aux agents ayant reçu une formation adaptée. L’objectif de cette formation, qui doit être réactualisée dès que nécessaire, est de donner au conducteur les connaissances et le savoir-faire essentiels à la conduite en toute sécurité. En revanche, si le déneigement est effectué par un agriculteur avec son propre tracteur et avec du matériel de déneigement mis à disposition par la commune, le conducteur est dispensé du permis de conduire.

#### Engins de travaux publics
Les permis de conduire un engin de travaux publics varient selon la catégorie de l'engin :
- catégorie I : matériels à caractère routier prédominant (par exemple : camions à benne basculante, bétonnières sur camion, balayeuse mécanique sur camion, etc). Toutes les règles du Code de la route leur sont applicables et en particulier celles relatives au permis de conduire[110] ;
- catégorie II : matériels sans caractère routier prédominant (exemples : tractopelle, pelle mécanique, niveleuse automotrice, rouleau compacteur, moto basculeur, chargeur, balayeuse autoportée non immatriculée, tondeuse à gazon autoportée non immatriculée). La conduite d'un tel engin n’est pas soumise à l’obligation de permis de conduire. Toutefois, le conducteur doit connaître la signification des panneaux et respecter les règles de la circulation routière[110].

#### Tracteurs non agricoles
Les conducteurs de tracteurs qui ne sont pas attachés à une exploitation agricole ou à une ETA (entreprise de travaux agricoles) ou à une CUMA (coopérative d'utilisation de matériel agricole), doivent satisfaire aux obligations d'âge et de permis pour conduire ces véhicules selon le tableau suivant.
| Tracteur                     | Tracteur seul | Attelé d'une remorque dont le PTAC n'excède pas 750 kg | Attelé d'une remorque dont le PTAC excède 750 kg                             |
| ---------------------------- | ------------- | ------------------------------------------------------ | ---------------------------------------------------------------------------- |
| Jusqu'à 3 500 kg de PTAC     | Permis B      | Permis B                                               | Permis BE si la somme des PTAC (tracteur + remorque) excède 3 500 kg         |
| Jusqu'à 3 500 kg de PTAC     | Permis B      | Permis B                                               | Permis BE si le PTAC de la remorque est supérieur au PV du véhicule tracteur |
| Dont le PTAC excède 3 500 kg | Permis C      | Permis C                                               | Permis CE                                                                    |

Les agriculteurs, conducteurs d'ETA et CUMA qui utilisent leurs véhicules dans un cadre non-agricole (sauf en cas de déneigement à condition qu'un accord soit passé avec la commune) doivent aussi répondre aux données requises au tableau ci-dessus.

#### Petits trains
Un petit train routier touristique est un ensemble de véhicules composé d'un véhicule tracteur et de remorques, utilisé dans le cadre d'animations touristiques ou à l'occasion de manifestations à caractère commercial. Lorsqu'il circule sur les voies ouvertes à la circulation publique, cet ensemble de véhicules entre dans la catégorie des véhicules autres que les autocars et les autobus, destinés à des usages de tourisme et de loisirs. À ce titre le conducteur d'un tel véhicule doit être titulaire du permis de conduire de catégorie D « véhicules automobiles affectés au transport de personnes comportant plus de huit places assises », à l'exclusion de tout autre permis. Le petit train routier doit en effet, par analogie avec les autobus articulés, être considéré comme un seul véhicule articulé. L'exploitant doit également détenir une autorisation préfectorale de circulation dans un itinéraire déterminé avec les caractéristiques du petit train routier touristique,.

## Permis à points
Le permis à points, instauré par la loi du 10 juillet 1989 et entré en vigueur le 1er juillet 1992,, est un outil visant à responsabiliser et à inciter les conducteurs à respecter le Code de la route, et à renforcer la sécurité routière sans pour autant surcharger l'appareil judiciaire. Initialement crédité d'un nombre de 6 points, le permis à points a été réformé le 1er décembre 1992 à la suite du mouvement de grève et de blocage des routes par les conducteurs routiers français en juillet 1992,. Avec un élargissement du barème d'infraction donnant lieu à un retrait de points, le nombre de points initial étant porté à 12. D'autres pays tels que l'Italie, l'Espagne, l'Allemagne, le Royaume uni, l'Irlande, le Danemark, la Pologne, la Bulgarie, la Grèce, le Luxembourg, le Portugal, l'Australie et le Maroc ont également adopté le système du permis à point. Le capital du permis italien s'élève à 20 points, celui du permis australien à 12 points et le marocain à 30 points.
Il a été institué une liste d’infractions dont la commission entraîne de manière automatique une perte de points allant de 1 pour les moins graves à 6 pour les plus importantes. Les infractions commises simultanément entraînent un cumul de perte de points dans la limite de 8 points. Depuis 1992, le nombre d’infractions routières punies d’un retrait de point(s) n’a cessé d’augmenter,.
Entre juillet 2007 et décembre 2023, il était possible de connaître son capital point soit par demande auprès de la préfecture soit sur Internet en consultant le téléservice Télépoints.
En décembre 2023, le téléservice Télépoint a été remplacé par le téléservice MesPointsPermis qui permet de consulter son solde et capital points.

### Permis probatoire

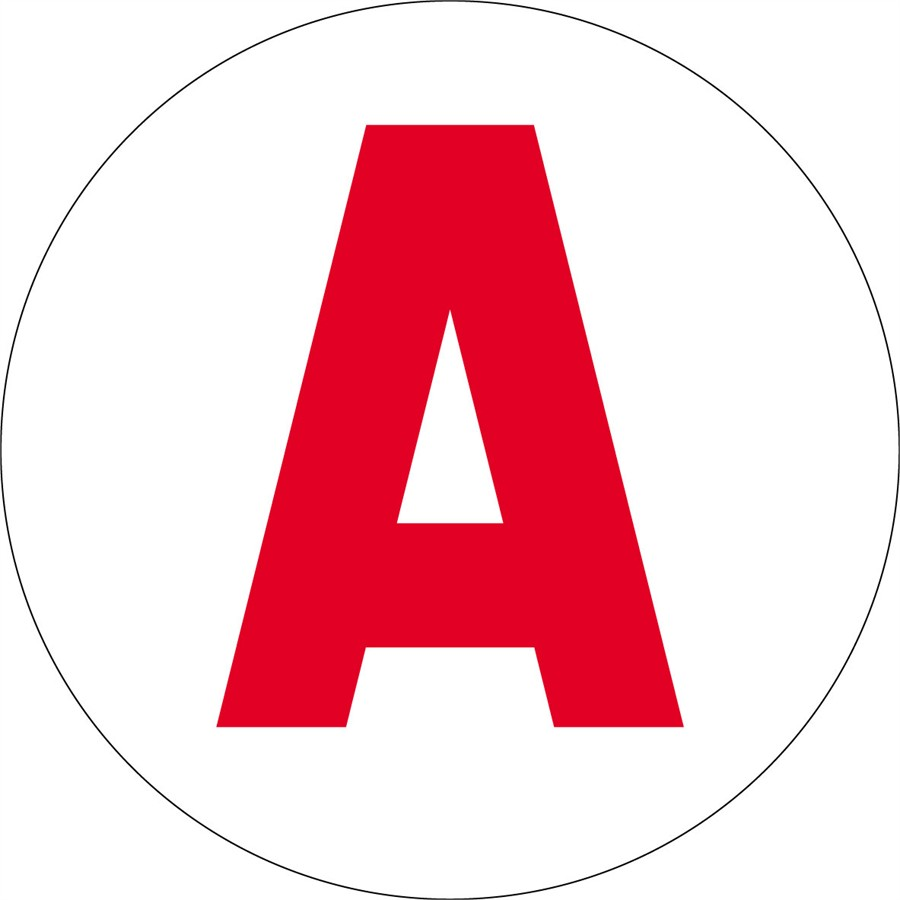
Disque A pour les jeunes conducteurs.

En 2003, est créé le permis probatoire, doté d’un capital de 6 points pour tout nouveau titulaire de permis de conduire à partir du 9 mars 2004. Cette disposition concerne non seulement le conducteur qui obtient pour la première fois le permis de conduire, mais également celui qui a vu son permis annulé par le juge ou invalidé par la perte totale de points. Son but est de développer les motivations des conducteurs en période probatoire en les responsabilisant par la perspective d'une acquisition progressive jusqu'à douze points, d'avoir un suivi sur les attitudes des conducteurs ayant subi une annulation ou une invalidation du permis de conduire, et de développer l'apprentissage anticipé de la conduite (la période probatoire étant plus courte).
Le titulaire du permis probatoire doit obligatoirement apposer sur son véhicule un disque « A » (stick adhésif, électrostatique ou magnétique avec la lettre A pour « Apprenti ») de couleur rouge et à fond blanc, d'un diamètre de dix centimètres pour les motocyclettes, tricycles et quadricycles légers a moteurs, de quinze centimètres pour les autres véhicules.
Les jeunes conducteurs et les conducteurs qui ont été condamnés à une annulation du permis ou dont le permis a été invalidé par la perte totale des points et qui souhaitent retrouver le droit de conduire disposent d'un capital initial de six points. Le capital maximum de douze points est attribué automatiquement après une certaine période (ou au fur et à mesure des années pour les permis attribués à partir du 1er janvier 2008) si le conducteur ne commet aucune infraction durant sa période probatoire.

### Retrait de points
Le graphique qui aurait dû être présenté ici ne peut pas être affiché car il utilise l'ancienne extension Graph, désactivée pour des questions de sécurité. Des indications pour créer un nouveau graphique avec la nouvelle extension Chart sont disponibles ici.

Évolution du nombre de points retirés par année (tous contrôles confondus),.
Le graphique qui aurait dû être présenté ici ne peut pas être affiché car il utilise l'ancienne extension Graph, désactivée pour des questions de sécurité. Des indications pour créer un nouveau graphique avec la nouvelle extension Chart sont disponibles ici.

Répartition des infractions (en volume de points) selon le nombre de points retirés en 2018.
Le retrait de points est une mesure purement administrative et automatique. Il est effectif après condamnation définitive, après paiement de l'amende forfaitaire, après exécution d'une composition pénale ou si l’amende forfaitaire majorée n’est pas payée dans les délais. Le contrevenant n'a pas à reconnaître la réalité de l'infraction. La seule émission du titre exécutoire de l'amende forfaitaire majorée suffit à en constituer la réalité. Un contrevenant peut se voir retirer des points sans en être informé. Le retrait de points peut être contesté devant le juge administratif. Il appartient au contrevenant de démontrer que les informations qui lui ont été fournies par l’administration dans le procès-verbal étaient erronées,.
Le retrait des points s'applique exclusivement pour les infractions au Code de la route commises à bord d'un véhicule dont la conduite nécessite un permis. Pour les autres cas (vélo, cyclomoteur, etc.), le retrait de points est illégal. Par contre, les infractions pénales (conduite en état d'ivresse, mise en danger délibérée d'autrui, délit de fuite) peuvent entraîner une suspension de permis indépendamment de la nature du véhicule impliqué dans l'infraction.
Lorsque le solde de points est nul sur le fichier national du permis de conduire, le conducteur reçoit une lettre recommandée signifiant l'invalidation du permis et l'interdiction, pendant 6 mois, de conduire tout véhicule dont la conduite nécessite un permis. Lorsque le permis a été invalidé à la suite d'une perte totale de point, le nouveau permis obtenu est un permis probatoire, doté d'un capital de six points abondé de deux points par an sur trois ans (s'il n'y a pas d'infraction),.

### Récupération des points
La récupération des points est automatique :
- après 6 mois en cas d'infraction ayant entraîné le retrait d'un seul point, pour les infractions commises depuis le 1er janvier 2011,
- après 2 ans si le titulaire du permis n'a pas commis d'infraction dans le délai de 2 ans à compter du paiement de la dernière amende forfaitaire, de l'émission du titre exécutoire de la dernière amende forfaitaire majorée, de l'exécution de la dernière composition pénale ou de la dernière condamnation définitive, pour les infractions commises à compter du 1er janvier 2011,
- après 3 ans si l'infraction commise constitue un délit ou une contravention de 4e ou de 5e classe, comme un excès de vitesse supérieur de 20 km/h de la vitesse maximale autorisée.
  - En outre, en application du denier alinéa de l'art.L.223- 6 du Code de la route, et sans pouvoir de ce fait dépasser le maximum légal de 12 points, les points retirés du fait de contraventions passibles d'une amende forfaitaire sont réattribués au titulaire du permis à l'expiration d'un délai de 10 ans à compter de la date à laquelle la condamnation est devenue définitive ou de paiement de l'amende forfaitaire correspondante.
- Le conducteur peut récupérer jusqu'à 4 points, sans pouvoir dépasser le plafond de 12 points, avant le délai de récupération automatique en effectuant un stage de 2 jours de sensibilisation à la sécurité routière. Il n'est possible de suivre qu'un seul stage de sensibilisation à la sécurité routière par an pour récupérer des points[131].

### Corrélation entre points et APAM
En 2018, 78,04 % des conducteurs disposent de 12 points sur leur permis de conduire et seuls 53,8 % des auteurs présumés d'accidents mortels (APAM) en disposent toujours. De même, 1,17 % des conducteurs totaux et 4,9 % des APAM n'ont plus aucun point sur leur permis.

## Retrait du permis de conduire
Outre l'invalidation du permis pour solde de points nul, il y a deux autres formes de retrait du permis : la suspension et l'annulation.
La suspension administrative du permis de conduire peut être décidée par le préfet soit pour des raisons médicales, soit à la suite d'une infraction commise dans son département. Le juge peut aussi décider de prononcer une suspension judiciaire du permis, interdisant au contrevenant la conduite pendant une durée variable.
L'annulation du permis de conduire, prononcée par le tribunal, est automatique dans certains cas : Récidive de conduite sous l'emprise de stupéfiants ou en état alcoolique, ou refus de se soumettre aux vérifications de l'état d'alcoolémie ou de la prise de stupéfiants ou homicide involontaire aggravé ou atteintes involontaires aggravées entraînant une incapacité totale de travail de plus de 3 mois. La durée d'interdiction de repasser le permis peut aller jusqu'à 3 ans, excepté en cas d’homicide où elle est au maximum de 10 ans.
En cas de suspension de plus de 6 mois, d'annulation, ou d'invalidation, le contrevenant doit satisfaire à un examen médical ainsi qu'à des tests psychotechniques, avant de pouvoir retrouver un permis de conduire.

## Sanctions en cas de conduite sans permis de conduire
En cas de conduite sans permis de conduire, le code de la route dispose à l'article L221-2 : 
I. - Le fait de conduire un véhicule sans être titulaire du permis de conduire correspondant à la catégorie du véhicule considéré est puni d'un an d'emprisonnement et de 15 000 euros d'amende.
II. - Toute personne coupable de l'infraction prévue au présent article encourt également les peines complémentaires suivantes :
1° La peine de travail d'intérêt général selon des modalités prévues à l'article 131-8 du code pénal et selon les conditions prévues aux articles 131-22 à 131-24 du même code et à l'article 20-5 de l'ordonnance n° 45-174 du 2 février 1945 relative à l'enfance délinquante ;
2° La peine de jours-amende dans les conditions fixées aux articles 131-5 et 131-25 du code pénal.
4° L'interdiction de conduire certains véhicules terrestres à moteur, y compris ceux pour la conduite desquels le permis de conduire n'est pas exigé, pour une durée de cinq ans au plus ;
5° L'obligation d'accomplir, à ses frais, un stage de sensibilisation à la sécurité routière ;
6° La confiscation du véhicule dont le condamné s'est servi pour commettre l'infraction, s'il en est le propriétaire.
III. - L'immobilisation peut être prescrite, dans les conditions prévues aux articles L. 325-1 à L. 325-3.
La conduite sans permis de conduire peut également avoir une conséquence sur l’assurance auto, car la plupart des contrats d’assurance prévoient une clause de nullité ou d’exclusion de garantie lorsque l’assuré commet une infraction telle que la conduite sans permis. Ainsi, en cas d’accident, l’assureur peut refuser de prendre en charge les dommages causés et se retourner contre son assuré pour obtenir remboursement des indemnités versées aux tiers.
En 2021, la proportion d’accidents impliquant des conducteurs sans permis est trois fois plus grande que la proportion estimée des conducteurs sans permis.

## Fichier national des permis de conduire
Avant 1972, les permis étaient enregistrés dans chaque préfecture avec une numérotation locale.
Créé en 1972, le fichier national des permis de conduire (FNPC) contient des informations concernant les permis français, mais aussi « les permis de conduire délivrés par des autorités étrangères et reconnus valables sur le territoire national ». Le fichier contient le compte des points de chaque permis, les retraits de permis, etc. Informatisé, le fichier est assujetti à la loi Informatique et Libertés de 1978 (modifiée en 2004).
L'accès à celui-ci a progressivement été étendu, au fil des lois, à diverses institutions. La loi du 19 décembre 1969 réservait l'accès de ce type de fichier aux autorités judiciaires, « aux officiers de police judiciaire chargés de l'exécution d'une ordonnance juridictionnelle ou agissant dans le cadre d'une enquête de flagrance », ainsi qu'« aux préfets dans l'exercice de leurs compétences en matière de permis de conduire. » 
L'accès à ces données a été largement étendu les dernières années. La loi du 1er juillet 2008 « créant de nouveaux droits pour les victimes et améliorant l'exécution des peines » en a effet étendu l'accès non seulement aux pré-cités, mais aussi « aux militaires de la gendarmerie et aux fonctionnaires de la police nationale habilités à effectuer des contrôles routiers ».
C'est le décret du 23 janvier 2007 qui a largement étendu l'accès au fichier national des immatriculations réglementé par l'article L330-2 du Code de la route, en ajoutant, outre les agents policiers, judiciaires et militaires directement concernés par la sécurité routière, « les agents des services de la direction générale de la police nationale et de la gendarmerie nationale chargés des missions de prévention et sécurité en France », ainsi que les « agents des services de renseignement du ministère de la Défense chargés des missions de prévention des actes de terrorisme »,. Ces informations peuvent également être communiquées, sous certaines conditions, à des autorités étrangères.

### NuméroNEPH
Le NEPH (numéro d'enregistrement préfectoral harmonisé) est un numéro constitué de 12 chiffres, attribué par les services de la préfecture à une personne présentant un dépôt de dossier d'inscription au permis de conduire.
- Les 2 premiers chiffres = année d'inscription (enregistrement du dossier) (00 à 99)
- Les 2 chiffres suivants = mois d'inscription (01 à 12)
- Les 2 chiffres d’après = département d'inscription (01 à 976)
- Les 2 chiffres d’après = numéro de la préfecture
- Les 4 derniers chiffres = numéro dans l'ordre d’inscription dans le mois en préfecture

## Véhicules dispensés de permis

### Vélos
En France, la bicyclette, n'étant pas un véhicule à moteur, peut être conduite sans permis, et il n'est pas nécessaire de souscrire une assurance spécifique (sauf en compétition). Sauf cas particulier, les vélos peuvent rouler sur la chaussée ou sur les voies cyclables. Les vélos à assistance électrique sont assimilés à des vélos, moyennant le respect de trois conditions : puissance maximale 250 W, moteur ne s'enclenchant que si le cycliste pédale, et assistance automatiquement débrayée à partir de 25 km/h. Ils peuvent rouler sur les voies cyclables.

### Cyclomoteurs ou mini-motos
La conduite d'un cyclomoteur ne nécessite pas de permis pour les personnes nées avant le 1er janvier 1988. Pour les autres personnes majeures nées après cette date ou pour en conduire un à partir de l'âge de 14 ans, l'ASSR, Attestation scolaire de sécurité routière ainsi que le permis AM (ex-BSR, sept heures de conduite en auto-école obligatoires sur un deux-roues motorisé inférieur à 50 cm3) est nécessaire. Les deux-roues motorisés sont interdits sur les voies cyclables. Les motocyclettes nécessitent un permis moto (permis A). Depuis le 5 juillet 1996, les 125 cm3 sont désormais limitées à 11 kW (environ 15 ch) et relèvent du genre MTL (Motocyclette légère) et peuvent être pilotées dès 16 ans avec le permis A1 (qui remplace AL).
Le permis B donne de nouveau droit à la conduite d'une 125 du genre MTL ou d'un trike (L5e), mais il faut désormais avoir deux ans de permis minimum. Cette équivalence n'est valable qu'en France : pour partir à l'étranger avec sa moto, le permis A correspondant est obligatoire. Depuis le 1er janvier 2011, les titulaires du permis B, souhaitant conduire une motocyclette légère ou un trike, doivent suivre une formation de sept heures dans un centre de formation agréé (auto-école ou association). Cette obligation ne s’applique pas aux titulaires du permis B ayant assuré et utilisé un tel véhicule au cours des cinq dernières années (depuis 2006).
Pour les personnes qui ont obtenu le permis B à partir du 1er janvier 2007, une formation de trois heures en auto-école est désormais obligatoire pour piloter une 125 cm3 ou un trike. L'auto-école remet alors une attestation de formation que le futur motard doit apporter en préfecture afin de faire modifier son permis de conduire. Mais il faut toujours au moins deux ans d'ancienneté de permis B. À compter du 1er janvier 2011, la formation passe à sept heures, cependant les conducteurs ayant passé la formation avec l'ancienne réglementation en conservent le bénéfice. De plus, le conducteur de motocyclettes légères ou d'un trike, titulaire du permis de conduire de la catégorie B, est exempté de la formation prévue au présent arrêté s'il justifie d'une pratique de ce type de véhicule au cours des cinq dernières années avant le 1er janvier 2011.

### Voiturettes
Malgré un prix élevé, en 2005 en France, près de 12 000 minivoitures se sont vendues, construites à 40 % par Aixam en Savoie, suivi par le vendéen Microcar (Automobiles Ligier), de Boufféré, par l'Auvergnat Ligier, d'Abrest, l'Angevin JDM, d'Avrillé, le Bourguignon Chatenet, le Limousin Chatenet et Cie de Pierre-Buffière. Auparavant utilisées surtout par une population âgée et rurale, ce sont désormais les retraits de permis qui assurent leur promotion, ainsi que les parents qui veulent écarter leurs enfants des deux-roues[réf. souhaitée].

### Véhicules agricoles
Les conducteurs âgés de plus de 16 ans peuvent conduire sans permis les véhicules et appareils agricoles ou forestiers, dès lors qu'ils sont attachés à une exploitation agricole ou forestière, à une entreprise de travaux agricoles (ETA) ou à une coopérative d'utilisation de matériel agricole (CUMA). Pour les engins de largeur supérieure à 2,50 m, l'âge minimum est de 18 ans.

## Statistiques

Évolution du nombre total de permis délivrés en France métropolitaine entre 1954 et 2011.

### Statistiques globales
Durant l'entre-deux guerres, le nombre de permis de conduire est paradoxalement beaucoup plus élevé que celui des véhicules. En 1939, il y a en effet, d'après le fichier des permis délivrés tenu par l’U. N. A. T environ 5 millions de permis pour 2,2 millions d’automobiles et 500 000 motocyclettes. Il y a donc environ deux permis pour un véhicule,.
Depuis 1960, le nombre de titulaires du permis de conduire n'a cessé d'augmenter, passant de 41 % en 1966 à 83 % en 2006 chez les personnes de 18 ans et plus, il a en revanche diminué chez les moins de 25 ans.
Après-guerre, les premières statistiques officielles sont publiées par le ministère des Transports annuellement à partir de 1954. Le nombre de permis délivrés s'élève alors à 544 782 se répartissant en 75 % de permis véhicules légers, 13 % de poids lourds, 4 % de transports en commun et 8 % de motos. Le nombre total de permis délivrés va alors progresser de manière quasi-continue pour atteindre un pic en 1979 avec 1 308 446 permis, soit une multiplication par 2,4 en 25 ans. Il va ensuite diminuer très rapidement pour atteindre un premier point bas en 1987 avec 874 308 permis puis un deuxième en 2003 avec 817 894 permis. En 2011, le nombre de permis délivrés a été de 907 267, se répartissant en 82 % véhicules légers, 4 % de poids lourds, 1 % de transports en commun, 13 % de motos et 1 % de cyclos.

### Répartition hommes-femmes

Permis de tourisme hommes / Femmes délivrés entre 1965 et 2011.

On ne connaît pas la proportion de conductrices françaises avant 1914. Elle était certainement très réduite comme le montre une étude sectorielle faite pour l'Ille-et-Vilaine. De 1909 à 1913, 25 femmes y demandent le permis de conduire contre 1 462 hommes, soit environ 1,7 %. La même étude met en évidence un recrutement très élitiste, les candidates appartenant à la noblesse et à la haute bourgeoisie commerçante, à de très rares exceptions près. Ce chiffre ne cessera d'augmenter jusqu'en 1939. À Paris, en 1926, il y a 15 000 femmes qui conduisent et 4 514 ont passé le permis en 1925 pour environ 50 000 permis passés par des hommes, soit une proportion de l’ordre de 10 %. En France, en 1929, 309 664 hommes sont reçus par l’UNAT (sans compter les permis militaires) contre 26 488 femmes, soit 7,9 % du total pour celles-ci. En 1939, les femmes représentent plus de 23 % des attributaires. Leur  proportion chute à 2 % en 1941, soit en dessous du niveau de 3 % atteint en 1924, et il faut attendre 1956 pour retrouver ce chiffre de près du quart.
Il faut en fait attendre 1965 pour que les statistiques officielles de délivrance de permis, instituées par le ministère des Transports depuis 1954, différencient par catégorie et selon le sexe les permis délivrés. En 1965, 339 819 femmes obtiennent le permis de conduire un véhicule de tourisme sur un total de 841 881, soit 40 %. En 1976, le taux de permis délivrés aux femmes devient supérieur à celui des hommes et va le rester jusqu'au début des années 2000. L'écart le plus grand est constaté en 2000 avec 53 % pour les femmes et 47 % pour les hommes. En 2011, le rapport s'est inversé, le taux de permis pour les hommes est de 52 % contre 48 % pour les femmes.
| Catégorie                               | Catégorie                               | 1954    | 1960    | 1970    | 1980      | 1990    | 2000    | 2010    | 2011    | 2011 |
| --------------------------------------- | --------------------------------------- | ------- | ------- | ------- | --------- | ------- | ------- | ------- | ------- | ---- |
| Voitures de tourisme (B)                | Voitures de tourisme (B)                | 410 563 | 577 197 | 895 659 | 1 019 514 | 778 598 | 748 252 | 720 733 | 742 367 |      |
| dont                                    | hommes                                  |         |         | 458 042 | 492 474   | 385 620 | 351 447 | 380 366 | 385 392 |      |
| dont                                    | femmes                                  |         |         | 437 617 | 527 040   | 392 978 | 396 805 | 340 367 | 356 975 |      |
| Poids lourds (C + EC)                   | Poids lourds (C + EC)                   | 68 968  | 48 537  | 41 739  | 33 374    | 43 034  | 41 844  | 41 406  | 40 099  |      |
| dont                                    | hommes                                  |         |         | 41 198  | 32 775    | 41 721  | 40 070  | 39 513  | 38 331  |      |
| dont                                    | femmes                                  |         |         | 541     | 599       | 1 313   | 1 774   | 1 893   | 1 768   |      |
| Transports en commun (D)                | Transports en commun (D)                | 20 419  | 15 342  | 16 466  | 39 588    | 10 559  | 6 449   | 6 035   | 5 147   |      |
| dont                                    | hommes                                  |         |         | 16 080  | 37 391    | 9 010   | 5 142   | 5 216   | 4 501   |      |
| dont                                    | femmes                                  |         |         | 386     | 2 197     | 1 549   | 1 307   | 819     | 646     |      |
| Motocyclettes (A)                       | Motocyclettes (A)                       | 44 832  | 26 315  | 27 129  | 73 731    | 93 348  | 101 718 | 108 262 | 114 827 |      |
| dont                                    | hommes                                  |         |         | 26 707  | 66 476    | 85 003  | 90 028  | 94 357  | 100 046 |      |
| dont                                    | femmes                                  |         |         | 422     | 7 255     | 8 345   | 11 690  | 13 905  | 14 781  |      |
| Vélomoteurs (A1)                        | Vélomoteurs (A1)                        | -       | 71 456  | 9 594   | 79 201    | 20 203  | 6 704   | 4 212   | 4 827   |      |
| dont                                    | hommes                                  |         |         | 9 307   | 0         | 18 246  | 6 243   | 3 913   | 4 513   |      |
| dont                                    | femmes                                  |         |         | 287     | 0         | 1 957   | 461     | 299     | 314     |      |
| Tricycles et quadricycles à moteur (B1) | Tricycles et quadricycles à moteur (B1) |         |         |         | 1 616     | 462     | -       | -       | -       |      |
| Total général                           | Total général                           | 544 782 | 667 391 | 980 993 | 1 247 024 | 946 204 | 904 967 | 880 648 | 907 267 |      |

## Dans les arts
Le permis de conduire a inspiré un sketch dans les années 1960, avec Jean Yanne comme candidat à l'examen et Lawrence Riesner dans le rôle de l'examinateur. Guy Lux ayant également participé une fois au sketch comme premier candidat dans son émission Le Palmarès des chansons.